# Segregazione razziale negli Stati Uniti d'America
Con segregazione razziale negli Stati Uniti si intende la separazione delle persone e la restrizione dei loro diritti civili su base razziale negli Stati Uniti durante i secoli XIX e XX; questa precludeva l'accesso a strutture e servizi come alloggi, cure mediche, istruzione, lavoro e trasporti. Tale separazione fu imposta generalmente agli afroamericani secondo il principio legale e sociale del "separati ma uguali"; il termine si riferisce anche alla discriminazione generale contro le persone nere da parte delle comunità bianche.

La segregazione scolastica negli Stati Uniti nell'istruzione pubblica prima della sentenza Brown contro Board of Education (1954).

La segregazione giuridica nel campo dell'istruzione pubblica venne resa illegale dall'esecuzione federale di una serie di decisioni prese dalla Corte suprema degli Stati Uniti d'America in seguito alla sentenza per il caso Brown contro Board of Education (1954). Tutte le segregazioni pubbliche legalmente applicate sono state abrogate dal Civil Rights Act (1964), promulgato dopo le manifestazioni di protesta del movimento per i diritti civili degli afroamericani.
Il termine si riferisce anche ad altre forme di discriminazione razziale (vedi razzismo negli Stati Uniti d'America) come la separazione netta dei ruoli all'interno di un'istituzione. Nelle United States Armed Forces prima degli anni Cinquanta, ad esempio, le unità militari nere (vedi storia militare degli afroamericani) rimanevano tipicamente separate da quelle bianche, ma erano lo stesso guidate da ufficiali bianchi.
La segregazione de facto, senza cioè essere affermata da leggi segregazioniste, persiste in misura diversa fino ad oggi. La segregazione razziale contemporanea viene vissuta soprattutto riguardo al luogo di residenza - come segregazione residenziale - ed è stata plasmata, tra gli altri fattori, da politiche pubbliche e da discriminazioni sui prestiti immobiliari.
L'ipersegregazione è una forma segregazionista consistente nel raggruppamento geografico dei differenti "gruppi razziali"; ciò avviene più di frequente in città in cui i residenti del centro sono afroamericani, mentre le periferie che circondano il nucleo interno vengono abitate da bianchi americani. L'idea dell'ipersegregazione ha ottenuto credibilità a partire dal 1989 a causa degli studi di sociologia condotti da Douglas Massey e Nancy A. Denton sull'"American Apartheid", quando cioè i bianchi crearono dei veri e propri ghetti riservati ai neri per tutta la prima metà del XX secolo, con lo scopo di isolarvi le sue sempre crescenti popolazioni urbane.

## Storia

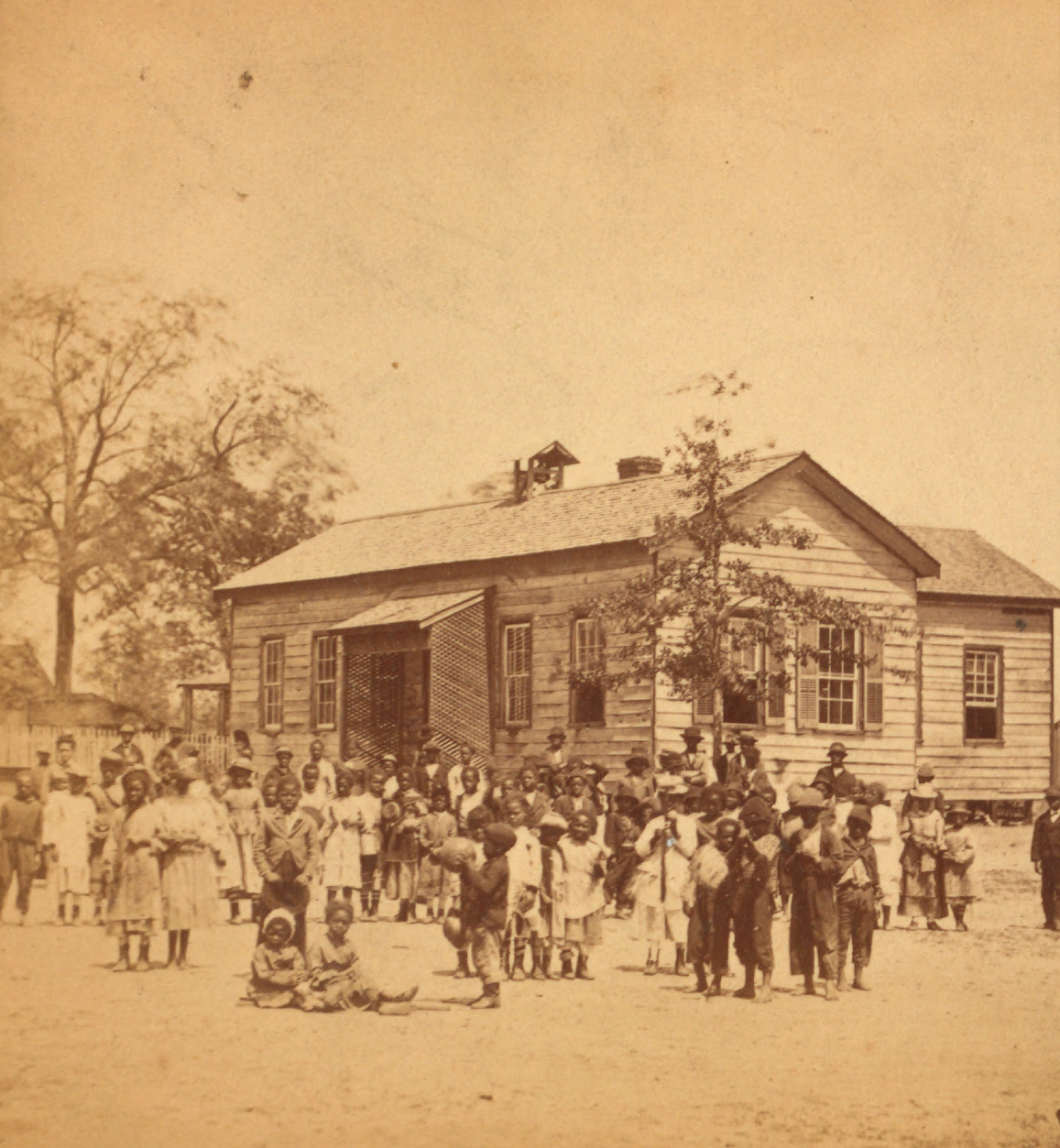
Una scuola per neri nella Carolina del Sud (1878).

### Ricostruzione nel Sud
Il Congresso promulgò le "leggi della ricostruzione" (Reconstruction Acts) nel 1867, ratificò il XV emendamento della Costituzione nel 1870 (che conferiva il diritto di voto agli ex schiavi) e la legge sui diritti civili del 1875 che vietava la segregazione razziale nell'ambito delle strutture abitative. Conseguentemente le truppe federali di occupazione negli ex Stati Confederati d'America assicurarono ai neri l'esercizio del diritto di voto e di presentarsi come candidati.
Gli emendamenti costituzionali affermarono la supremazia della nazione e l'uguaglianza formale sotto la legge di tutti i cittadini; tuttavia non proibirono la segregazione in campo scolastico.

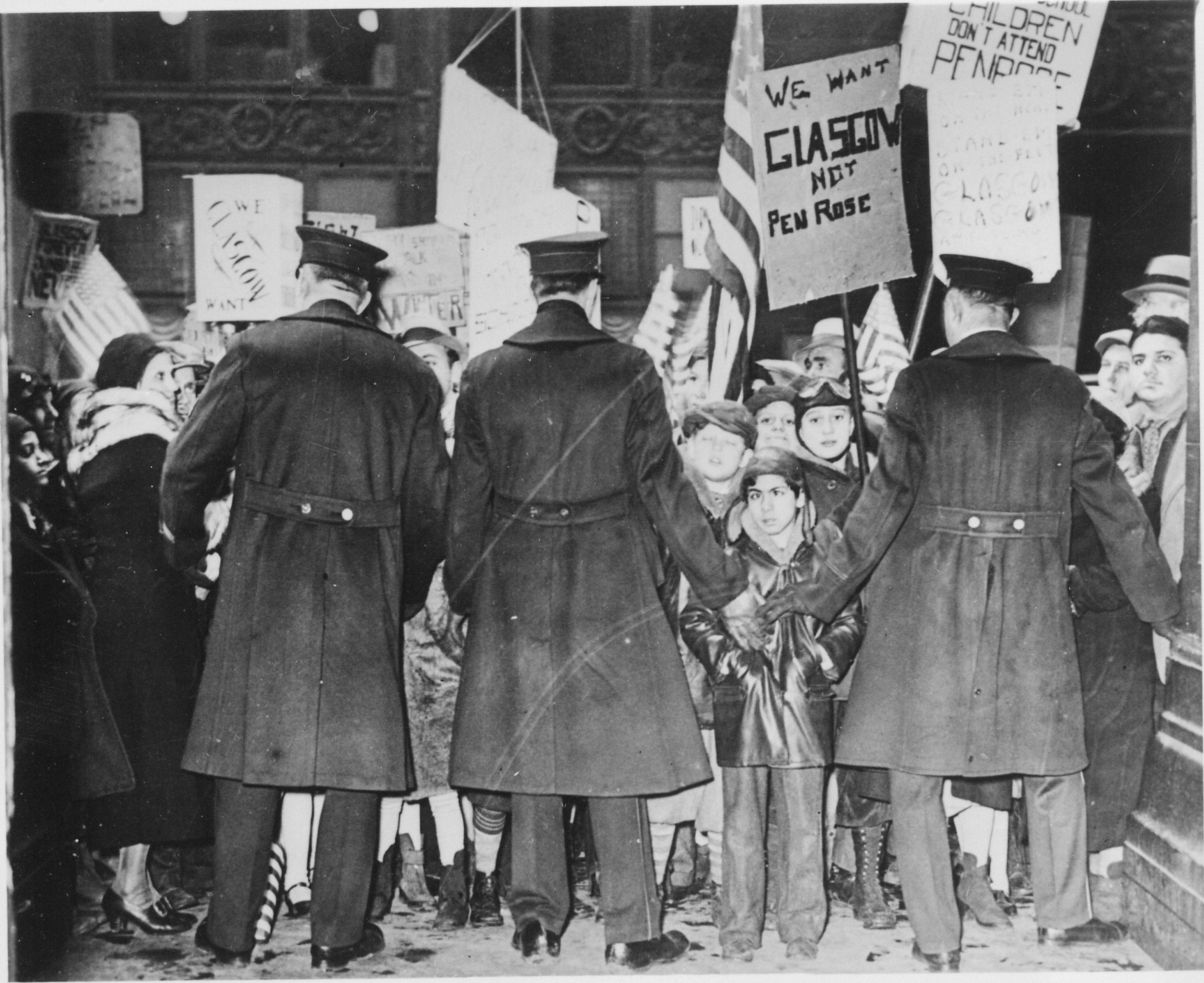
Studenti bianchi di Saint Louis (Missouri) e i loro genitori dietro un cordone di polizia durante una protesta contro il loro trasferimento in una scuola aperta anche ai bambini neri (1933).

Quando il Partito Repubblicano giunse al potere negli Stati del profondo Sud, dopo il 1867 creò il primo sistema d'istruzione pubblica finanziata dai contribuenti. I neri del Sud reclamavano l'istituzione di scuole pubbliche per i loro figli. Quasi tutti i nuovi istituti scolastici rimasero segregati, con l'eccezione di alcuni a New Orleans.

Dopo che i Repubblicani persero il potere a metà degli anni 1870, i Democratici mantennero in vita il sistema scolastico pubblico, ma operarono un notevole taglio dei finanziamenti. Quasi tutte le accademie private e le scuole del Sud furono strettamente segregate per razza. Il gruppo protestante abolizionista "American Missionary Association" sostenne l'istituzione e lo sviluppo di università dedicate solo ai neri come l'università Fisk a Nashville e l'università Shaw a Raleigh (Carolina del Nord). In questo periodo solo pochissime università del Nord accettavano studenti neri.

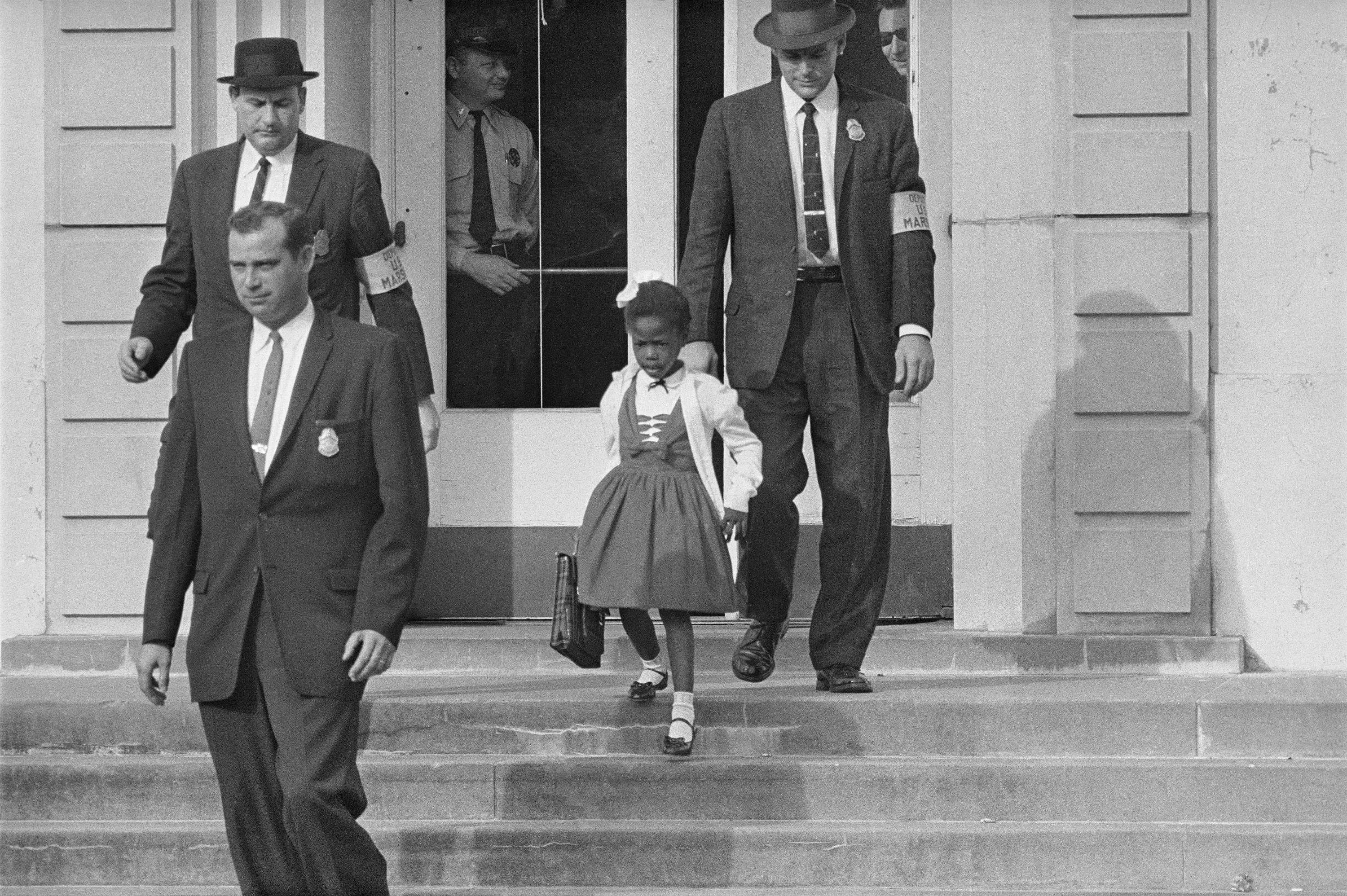
Ruby Bridges a sei anni scortata da gli U.S. Marshals per poter permetterle di frequentare la scuola elementare dei bianchi. New Orleans (Louisiana), 1960.

Le confessioni cristiane prevalenti al Nord e le loro associazioni missionarie fondarono scuole private al Sud per fornire istruzione secondaria agli afroamericani; esse crearono un relativamente piccolo numero di queste istituzioni. Le rette d'iscrizione erano minime, quindi le chiese sostennero finanziariamente le scuole oltre a contribuire agli stipendi degli insegnanti. Entro il 1900 queste chiese, per lo più fondate a Nord, erano riuscite ad aprire 247 scuole per i neri del Sud; con un investimento di 1 milione di dollari e impiegando 1600 professori che insegnavano ad oltre 46000 studenti. Tra le scuole più importanti vi furono l'Howard University, istituzione federale con sede a Washington, la già citata Università Fisk, la Clark Atlanta University e l'università Hampton ad Hampton (Virginia).

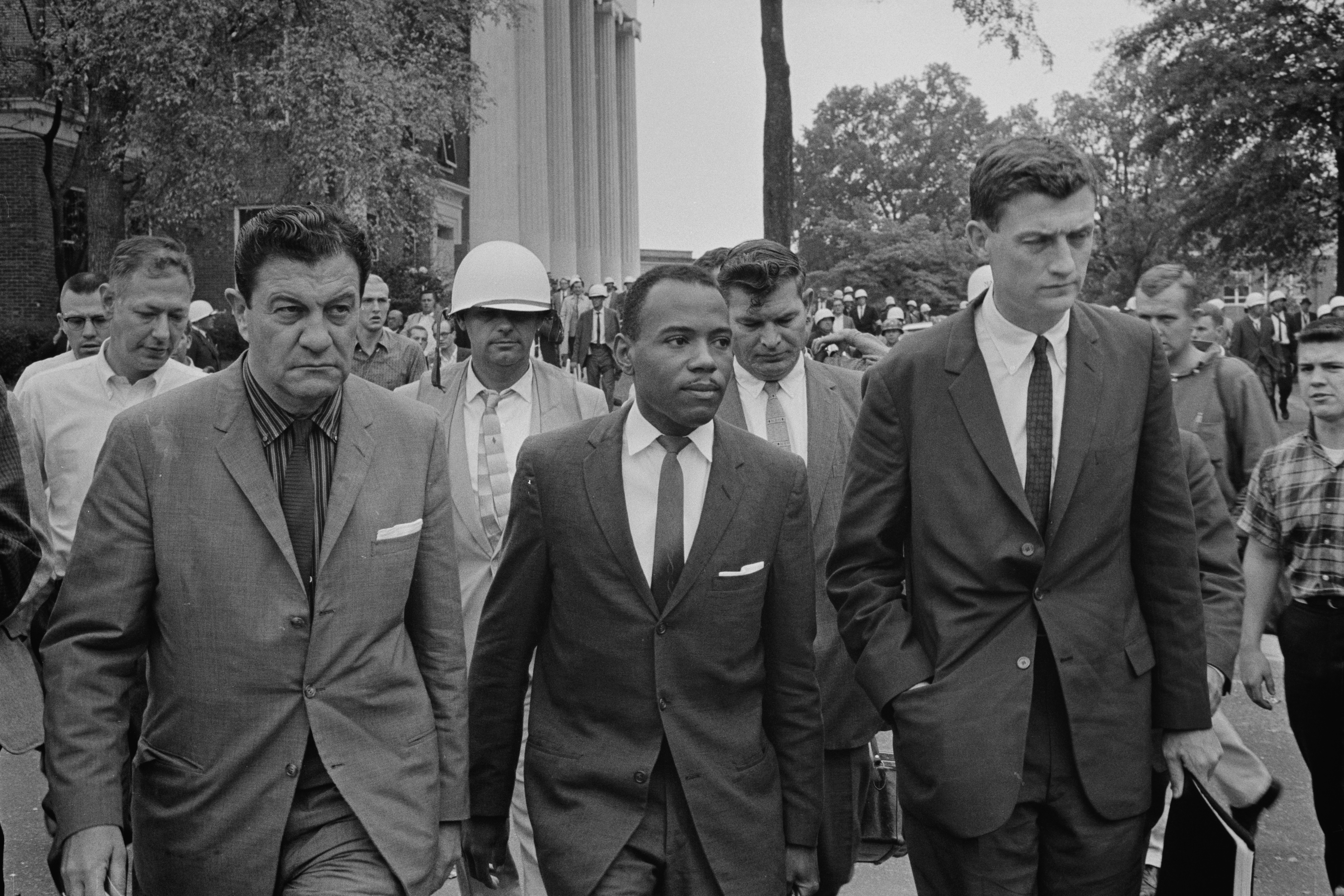
James Howard Meredith entra all'Università del Mississippi, scortato da John Doar (a destra) e dal capo del United States Marshals Service (1962).

All'inizio degli anni 1870 il Nord cominciò a perdere interesse in ulteriori sforzi nella via della ricostruzione e quando le truppe federali vennero ritirate nel 1877 i Repubblicani sudisti si divisero, perdendo molto del sostegno avuto fino ad allora, consentendo ai conservatori democratici, che si definivano "redeemers", di riprendere il totale controllo di tutti gli Stati Uniti meridionali. Leggi Jim Crow segregazioniste iniziarono a essere promulgate verso il 1880. La perdita nei fatti dei diritti civili dei neri cominciò invece durante gli anni 1890.
Sebbene i Repubblicani avessero difeso i diritti degli afroamericani nel corso della guerra di secessione americana e ciò fosse diventato un mezzo per i neri di influenzare la politica durante l'era della Ricostruzione, una divisione interna tra i Repubblicani bianchi condusse alla creazione del "movimento bianco-giglio" (Lily-white movement) che voleva sostituire tutti gli afroamericani dalle posizioni dirigenziali all'interno del partito e che incitava disordini per dividere il partito, con l'obiettivo finale di eliminare l'influenza nera. Nel 1910 la segregazione era ormai stata fermamente stabilita nel Sud e nella maggior parte delle regioni confinanti; solo a un piccolo numero di personalità nere era permesso di votare in tutto il profondo Sud.

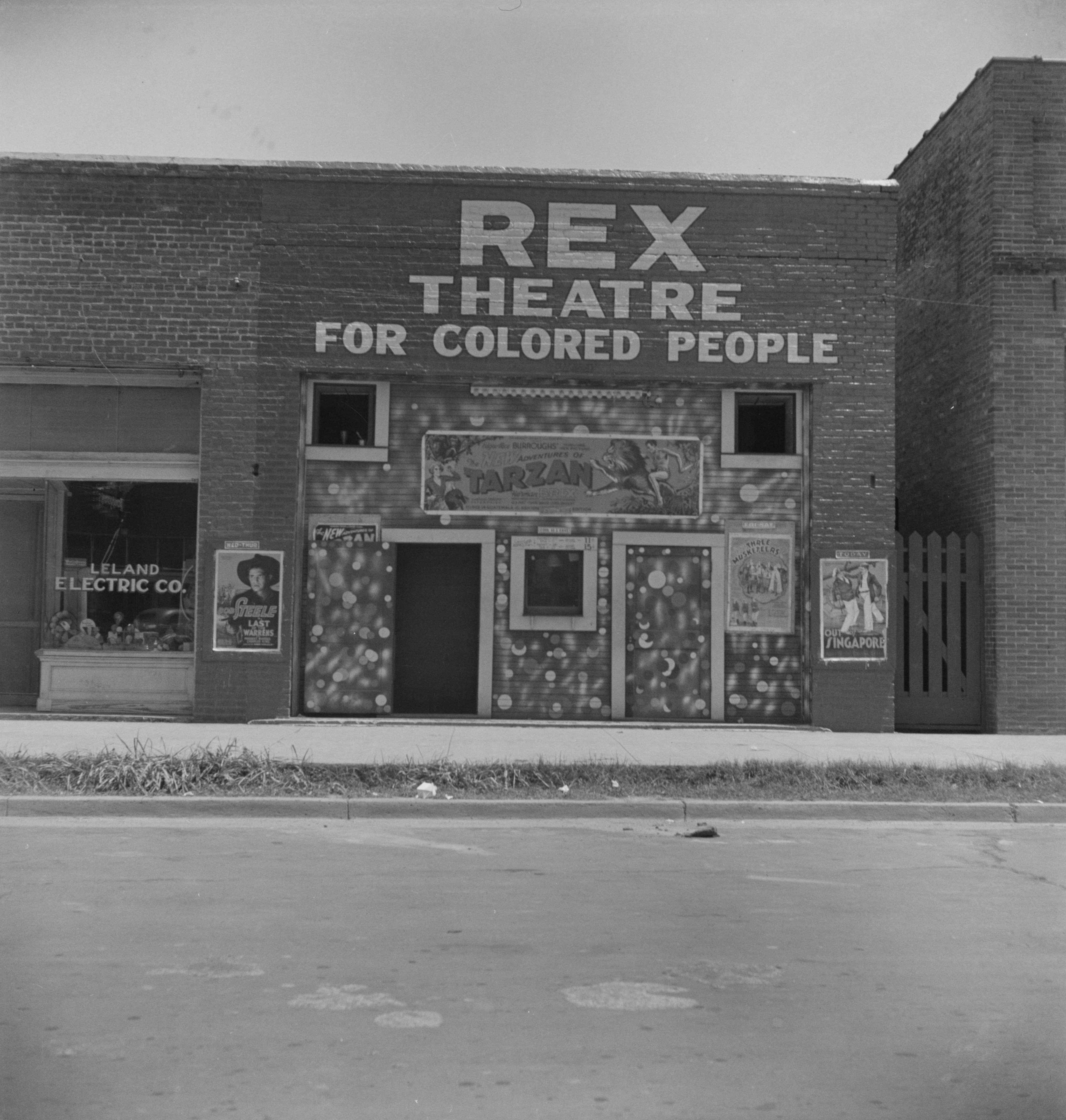
Il teatro Rex per "persone di colore" a Leland (Mississippi) nel 1937.

### Era Jim Crow
La legittimità delle leggi che prevedevano la segregazione dei neri fu confermata dalla Corte suprema degli Stati Uniti nel caso Plessy contro Ferguson del 1896. La Corte sostenne la costituzionalità di un regolamento della Louisiana che richiedeva alle compagnie ferroviarie di fornire servizi "separati ma uguali", ossia scompartimenti separati per passeggeri bianchi e neri, con il divieto (rivolto sia ai bianchi che ai neri) di utilizzare vagoni ferroviari non assegnati alla propria razza.
La sentenza permise la segregazione razziale, divenuta ben presto la norma in tutti gli Stati Uniti meridionali; essa rappresentò l'istituzionalizzazione del periodo cosiddetto di Jim Crow. Tutti avrebbero dovuto ricevere gli stessi servizi pubblici (scuole, ospedali, prigioni, ecc.) sebbene con strutture separate per razza; nella pratica però i servizi e gli impianti riservati agli afroamericani furono quasi sempre di qualità inferiore rispetto a quelli riservati ai bianchi, o alcune volte non esistevano; ad esempio la maggior parte delle scuole nere ricevette meno finanziamenti pubblici per studente se confrontati a quelli concessi alle vicine scuole bianche. La segregazione non venne mai promulgata legalmente negli Stati del Nord, anche se un sistema di fatto segregazionista crebbe nei riguardi dell'istruzione pubblica, dove quasi tutti gli studenti neri frequentarono scuole quasi totalmente nere. Nel Sud le scuole bianche ebbero allievi e insegnanti esclusivamente bianchi e viceversa.
In almeno sei occasioni nell'arco di 60 anni la Corte suprema dichiarò esplicitamente, o con implicita implicazione, che la regola "separati ma uguali" fosse la normativa di diritto più corretta sebbene, verso la fine di quest'epoca, la Corte cominciò ad esaminare se le strutture separate fossero effettivamente uguali.
L'abrogazione di tale legislazione fu un elemento fondamentale per il movimento per i diritti civili degli afroamericani. Nella sentenza Brown contro Board of Education del 1954 la Corte suprema bandì infine le strutture educative pubbliche segregate per neri e bianchi a livello statale. La Civil Rights Act annullò tutte le leggi statali e locali vigenti che imponevano ancora lo stato di segregazione.

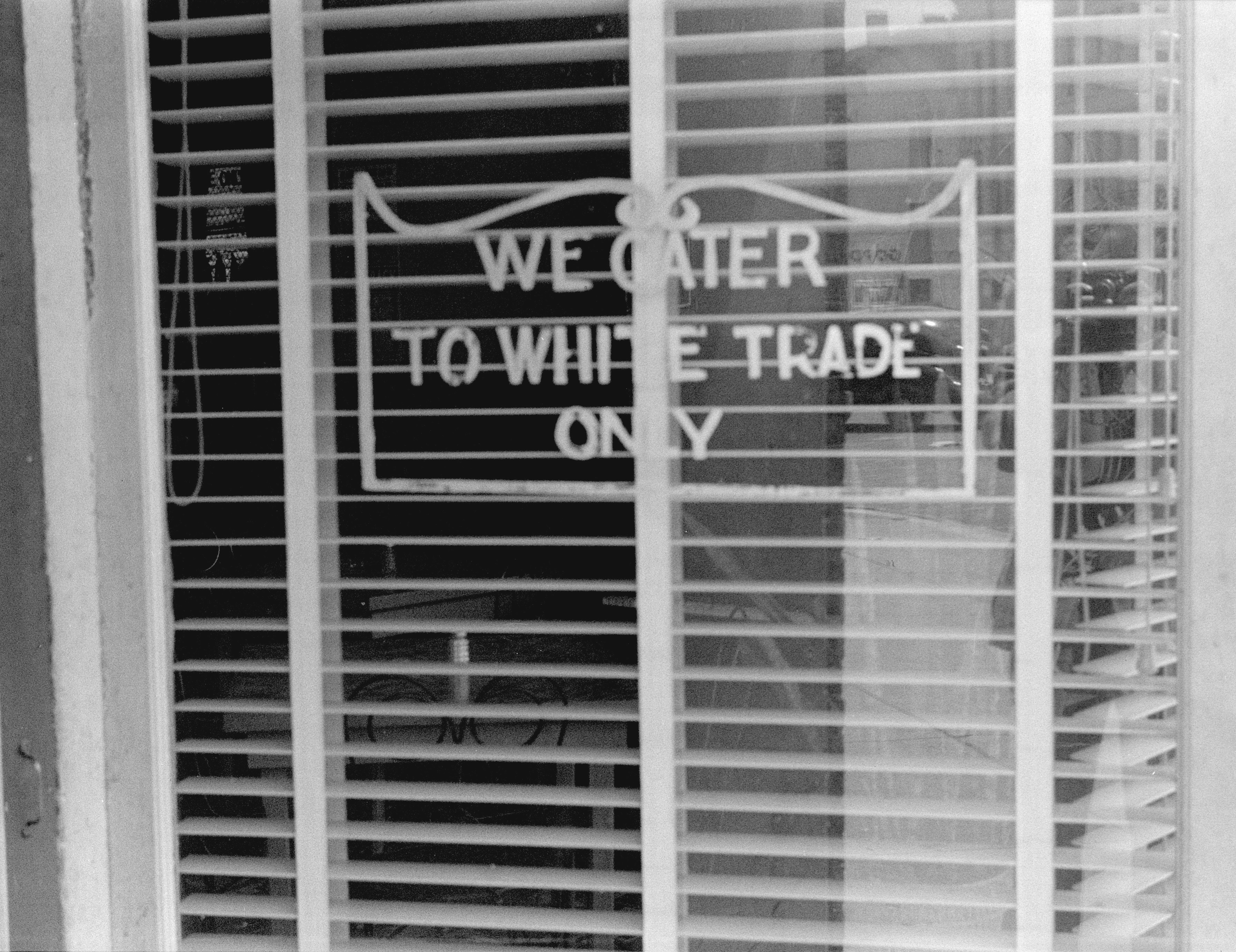
"We Cater to White Trade Only" sulla finestra di un ristorante a Lancaster (Ohio) nel 1938.

### Era New Deal
Il New Deal degli anni trenta fu del tutto segregato razzialmente: neri e bianchi assai raramente lavoravano fianco a fianco nei progetti previsti dal New Deal. Il progetto di gran lunga di maggior rilievo fu il Works Progress Administration (WPA) del 1939; esso operò in "unità segregate" ed altrettanto fece la sua affiliazione giovanile, la "National Youth Administration".
Molti neri vennero assunti dalla WPA come supervisori del Nord, mentre tra i 10000 supervisori del Sud solo 11 furono neri. Lo storico Anthony Badger sostiene che "i programmi del New Deal nel Sud sono stati sistematicamente discriminatori nei confronti dei neri e perpetuarono la segregazione". Nelle prime settimane di attività i Civilian Conservation Corps (CCC) nel Nord erano misti, ma per il luglio 1935 praticamente tutti i campi CCC presenti erano ormai segregati e i neri furono strettamente limitati nei ruoli di supervisione a loro assegnati. Kinker e Smith sostengono che "anche i più importanti e conosciuti esponenti liberal durante il New Deal non osarono mai criticare le leggi Jim Crow.

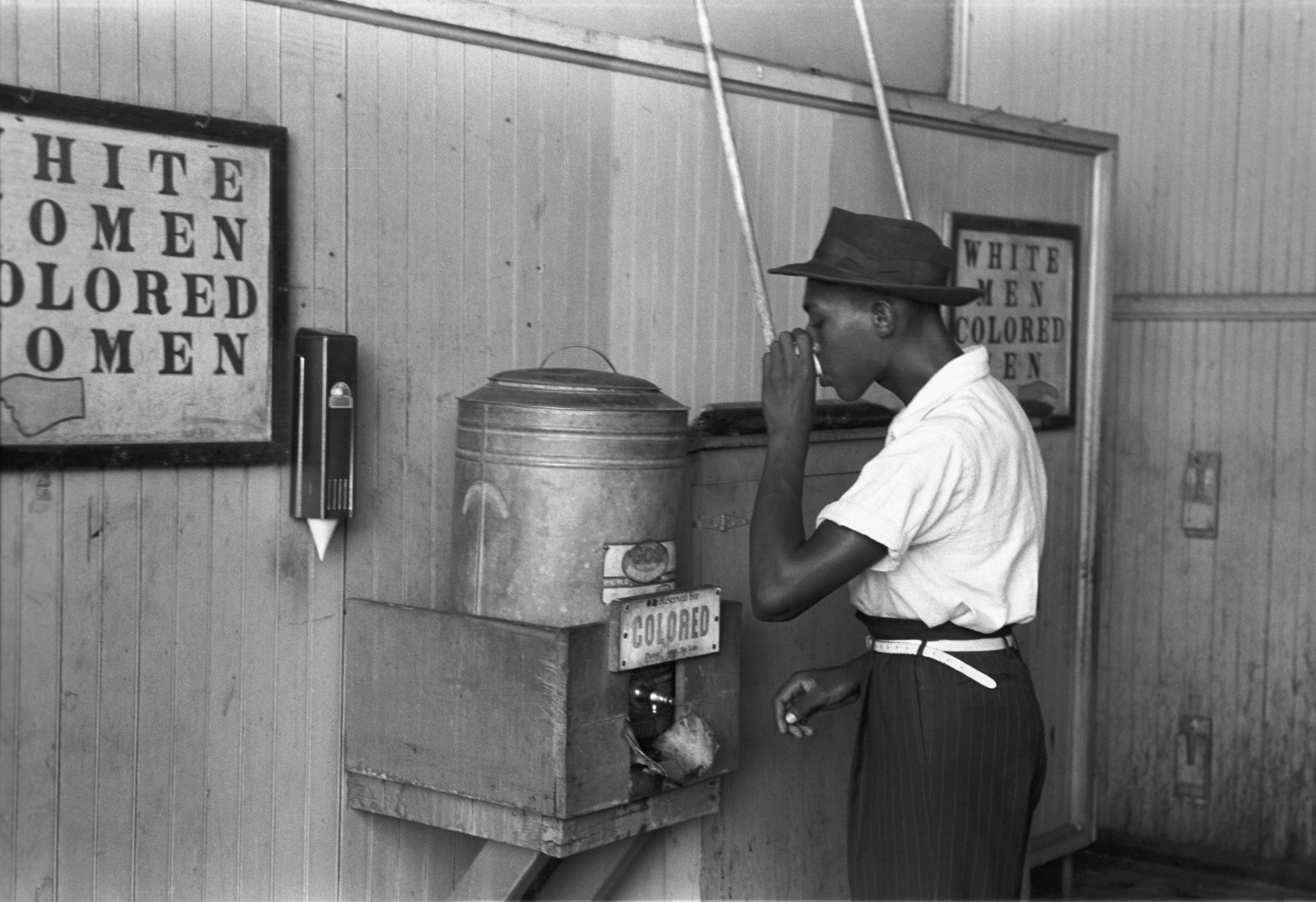
Un giovane uomo afroamericano che beve da una fontana riservata ai Colored in una stazione di tram ad Oklahoma City nel 1939.

Il segretario degli Interni Harold LeClair Ickes fu uno dei più importanti sostenitori dei neri all'interno dell'amministrazione di Franklin Delano Roosevelt, ed ex presidente della sezione di Chicago della National Association for the Advancement of Colored People. Nel 1937, quando il senatore democratico Josiah William della Carolina del Nord lo accusò di voler abbattere le leggi segregazioniste, Ickes gli scrisse per negarlo: "Penso che tocchi ai singoli Stati risolvere i loro problemi sociali se possibile, e anche se sono sempre stato interessato a vedere che il Nero abbia un trattamento equo, non ho mai dissipato la mia forza contro il particolare muro di pietra della segregazione. Credo che la parete si romperà quando il Nero si porterà a un più elevato livello educativo ed economico... Inoltre, mentre non esistono leggi di segregazione nel Nord, c'è una segregazione di fatto e possiamo anche riconoscerla.".

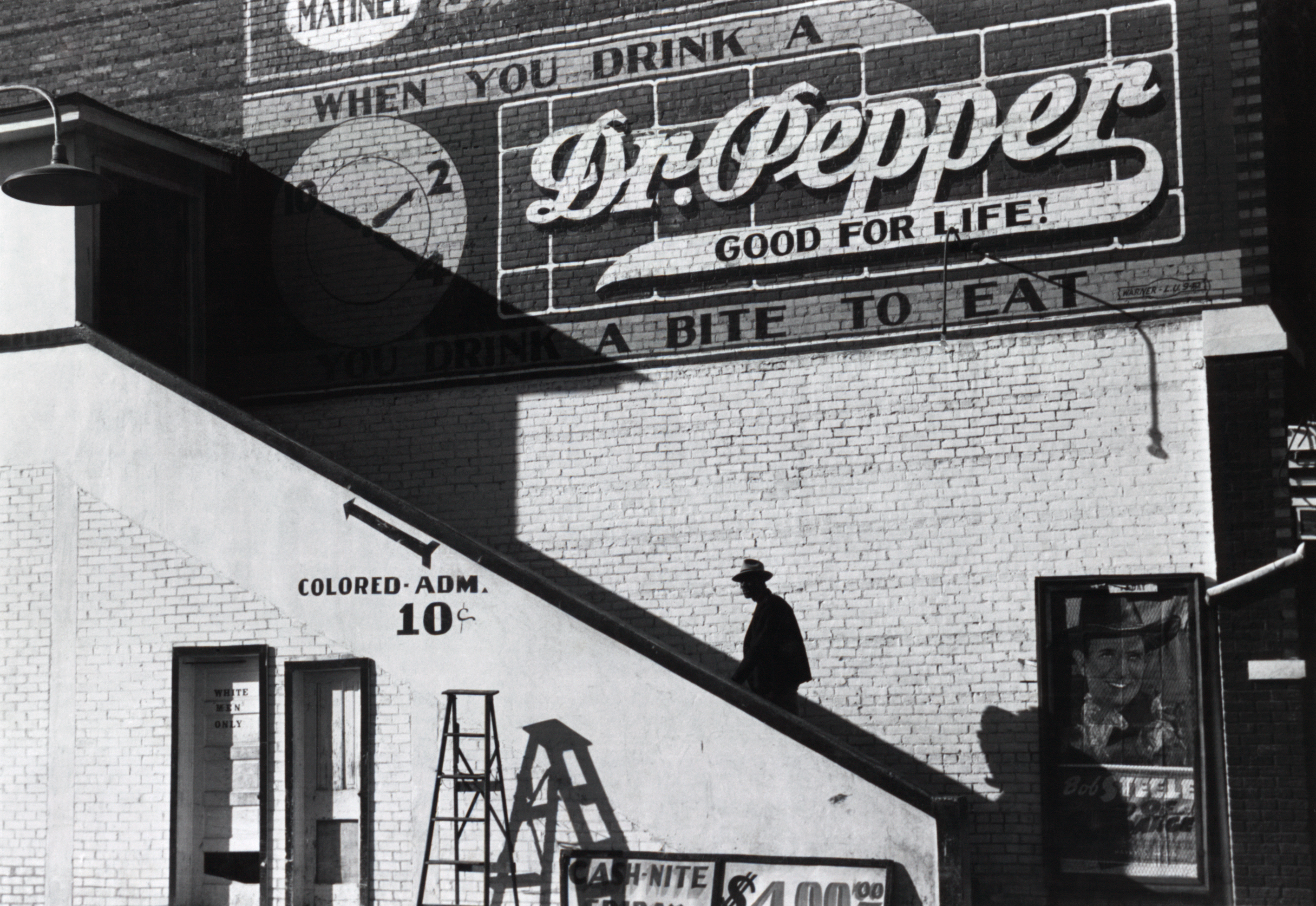
Un uomo nero entra nell'ingresso riservato ai "Colored" di un cinema a Belzoni (Mississippi) nel 1939.

Il New Deal, comunque, produsse un miglioramento per i neri a livello federale mai visto. Questo portò molti neri ad appoggiare Roosevelt, soprattutto nelle loro nuove residenze nelle grandi città del Nord e dell'Ovest, dove si erano trasferiti con la grande migrazione. Poco prima dell'ingresso degli Stati Uniti nella seconda guerra mondiale, Roosevelt emise l'ordine esecutivo 8802, il primo ordine contro la discriminazione a livello federale, e costituì il "comitato per l'equo impiego". Il successore di Roosevelt, Harry Truman, nominò un "comitato presidenziale per i diritti civili" ed emise gli ordini esecutivi 9980 e 9981, spingendo per la desegregazione in tutte le istituzioni federali e nelle forze armate.

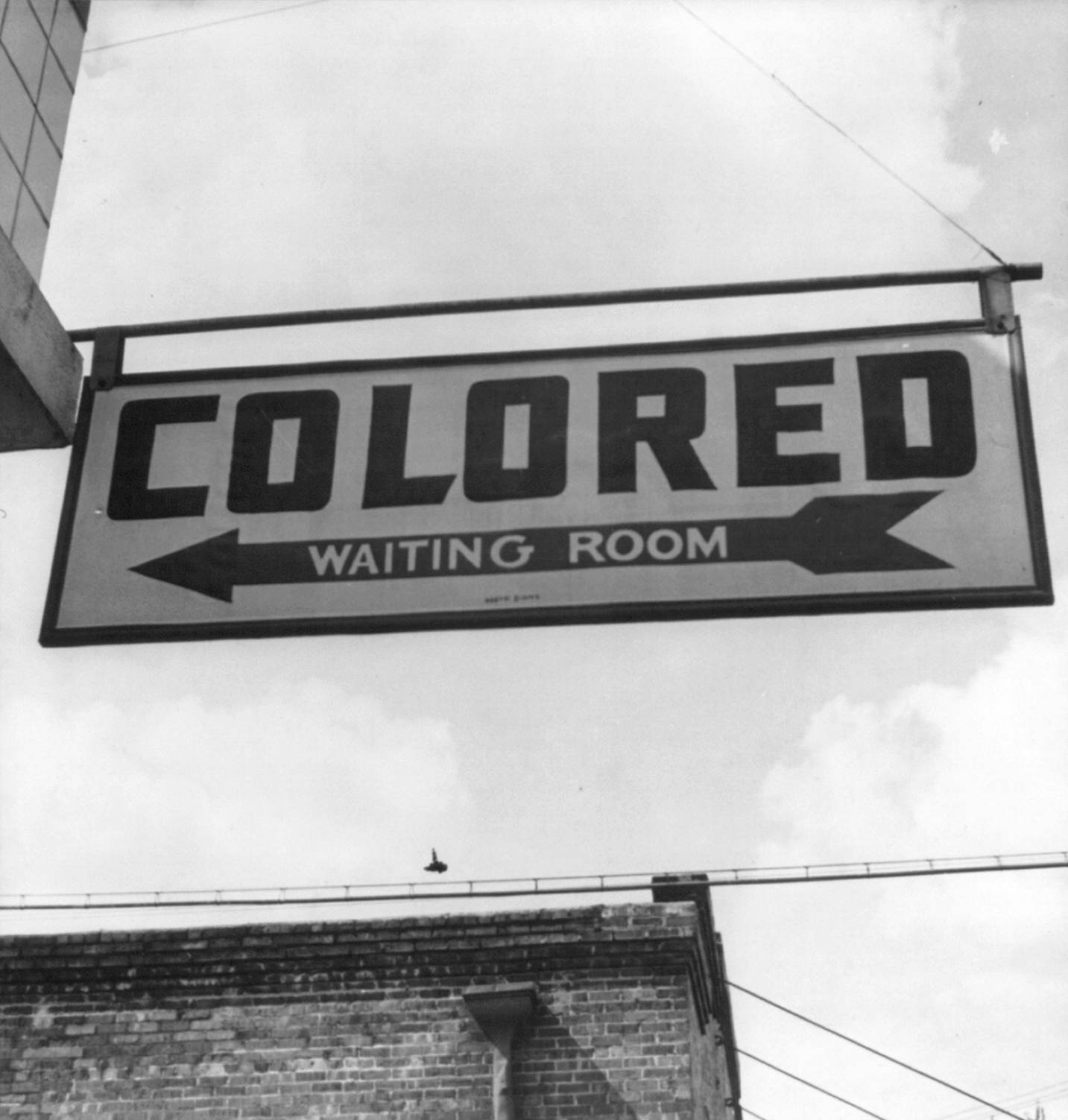
Cartello indicante la sala d'attesa riservata ai neri in una stazione degli autobus delle Greyhound Lines a Rome (Georgia) nel 1943.

## Ipersegregazione
In uno studio datato 1988 e spesso citato, Douglas Massey e Nancy Denton hanno stilato venti misure segregazioniste ancora esistenti e le hanno ricondotte a cinque dimensioni di segregazione residenziale. Dudley L. Poston e Michael Micklin sostengono che Massey e Denton "hanno portato chiarezza concettuale alla teoria della misurazione della segregazione, individuando cinque dimensioni".
Gli afroamericani vengono in tal modo considerati segregati razzialmente poiché a loro si applicano tutte le cinque dimensioni, e questa segregazione è presente nei centri urbani delle maggiori città statunitensi; queste cinque dimensioni sono l'uniformità, il raggruppamento, l'esposizione, la centralizzazione e la concentrazione.
L'uniformità è costituita dalla differenza tra la percentuale di una minoranza presente in una parte particolare della città rispetto al centro urbano nel suo complesso. L'esposizione è la probabilità che una minoranza e una maggioranza entrino in contatto tra di loro. Il raggruppamento è la riunione di più gruppi minoritari nello stesso spazio residenziale; il raggruppamento spesso conduce ad un grande ghetto e alla formazione di un'"iperghettizzazione". La centralizzazione è misurata dal numero di persone appartenenti a un gruppo minoritario che risiede nel centro di una zona urbana, spesso calcolato come la percentuale di un gruppo minoritario che vive nel centro città rispetto alle zone suburbane. La concentrazione è la dimensione effettiva di territorio su cui una minoranza vive all'interno di una certa città. Maggiore è la segregazione, minore è la dimensione del territorio su cui un gruppo minoritario risiede.

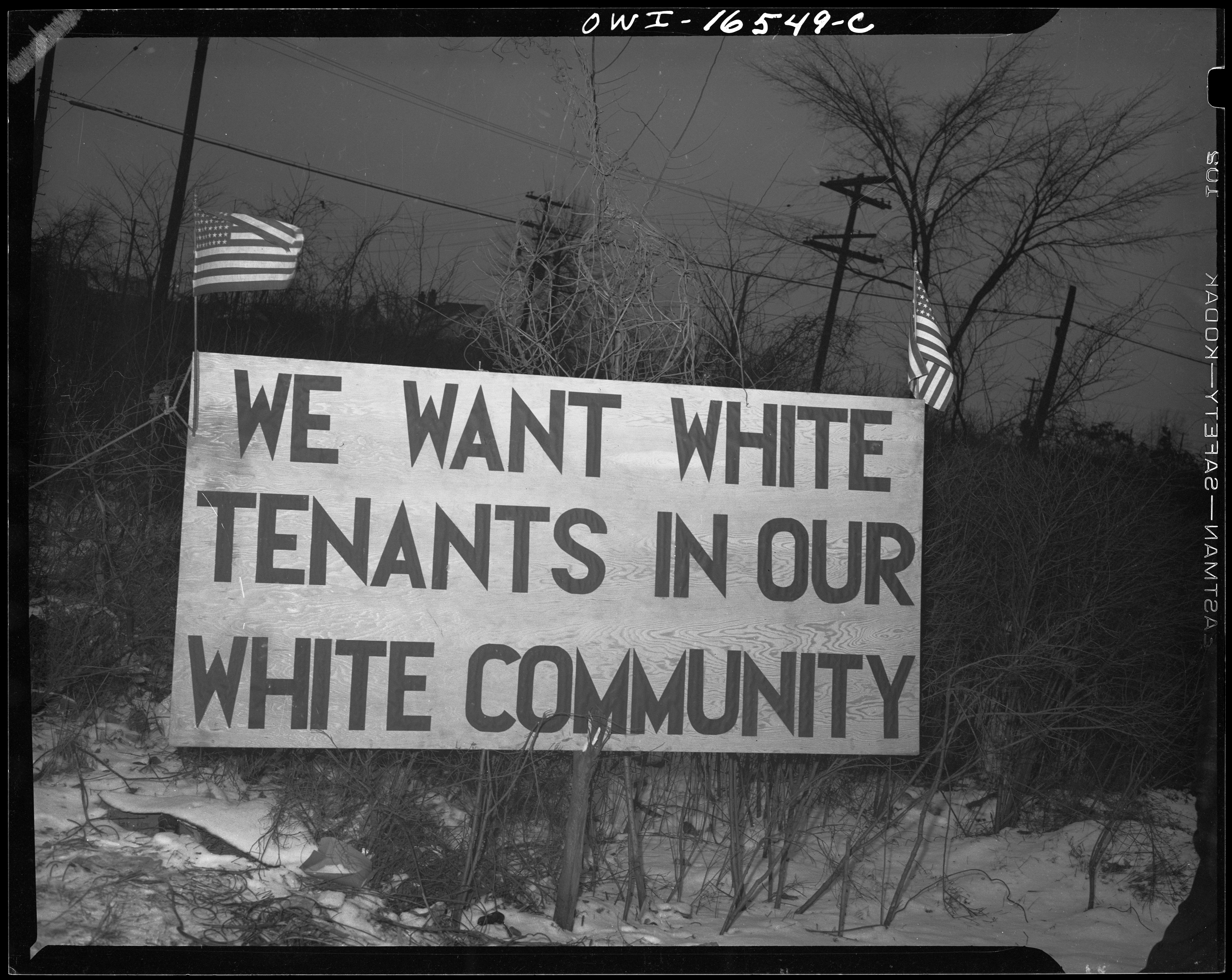
Cartello con la bandiera degli Stati Uniti d'America: "Vogliamo inquilini bianchi nella nostra comunità bianca", proprio di fronte alle case dedicate a Sojourner Truth, un nuovo complesso di alloggi federali a Detroit (Michigan). Un tumulto venne causato dai tentativi dei vicini bianchi di impedire agli inquilini neri di prendere possesso delle case.

Il modello dell'ipersegregazione ha avuto i suoi inizi al principio del XX secolo. Gli afroamericani trasferiti in grandi città a seguito della grande migrazione afroamericana nella maggior parte dei casi presero residenza in centro, questo per una maggior facilità di ottenere impieghi di tipo industriale. Quest'afflusso di nuove popolazioni nere spinse molti bianchi americani a trasferirsi nei sobborghi, il cosiddetto White flight (esodo bianco). Quando l'industria cominciò a spostarsi fuori dalla città, i residenti afroamericani persero i posti di lavoro stabili che li avevano condotti in zona; molti di essi non furono in grado di lasciare il centro cittadino con la conseguenza che divennero sempre più poveri. Questo stato di cose ha creato i ghetti interni cittadini i quali costituiscono il nucleo dell'ipersegregazione. Anche se la Civil Rights Act del 1968 vietò la discriminazione nel campo immobiliare, le norme sociali precostituite perpetuano una tale ipersegregazione. I dati forniti dal Censimento degli Stati Uniti d'America del 2000 rilevano che 29 tra le maggiori aree metropolitane hanno mostrato un'ipersegregazione tra bianchi e neri, con Los Angeles e New York che avevano invece una segregazione riferita agli ispanici, mentre nessuna area metropolitana ha invece mostrato una presenza di ipersegregazione per gli asioamericani o i nativi americani.

## Questioni inerenti al razzismo
Per la maggior parte del XX secolo, molti bianchi erano convinti che la presenza di neri in un quartiere bianco avrebbe fatto scendere i prezzi immobiliari. Il governo federale iniziò una politica di aiuti alle famiglie per avere mutui immobiliari a basso interesse, attraverso la "Federal Housing Administration" (1934) e il Dipartimento degli Affari dei Veterani degli Stati Uniti d'America (dal 1930). Le famiglie nere avevano legalmente gli stessi diritti a tali prestiti, ma talvolta essi vennero negati in quanto i gestori dell'iniziativa etichettarono molti quartieri neri come "in declino": le regole per i prestiti non affermavano esplicitamente che le famiglie nere non potessero ottenerli, ma dicevano che non potevano essere concessi a famiglie residenti in aree in declino. Sebbene le regole non sembrassero comportare segregazione, in realtà la favorirono. La politica immobiliare del New Deal era in principio rivolta a tutti i cittadini, ma ebbe risvolti negativi soprattutto per i neri residenti nei centri delle aree urbane. Oltre ad incoraggiare le famiglie bianche a trasferirsi verso la periferia, fornendo loro prestiti per farlo, le scelte politiche danneggiarono molte comunità afroamericane, facendo costruire nuove strade nei quartieri dove vivevano neri in case unifamiliari, espropriate a poco prezzo essendo le aree considerate "in declino", e le famiglie nere si videro costrette a concentrarsi nei nuovi complessi immobiliari costruiti appositamente, chiamati projects.

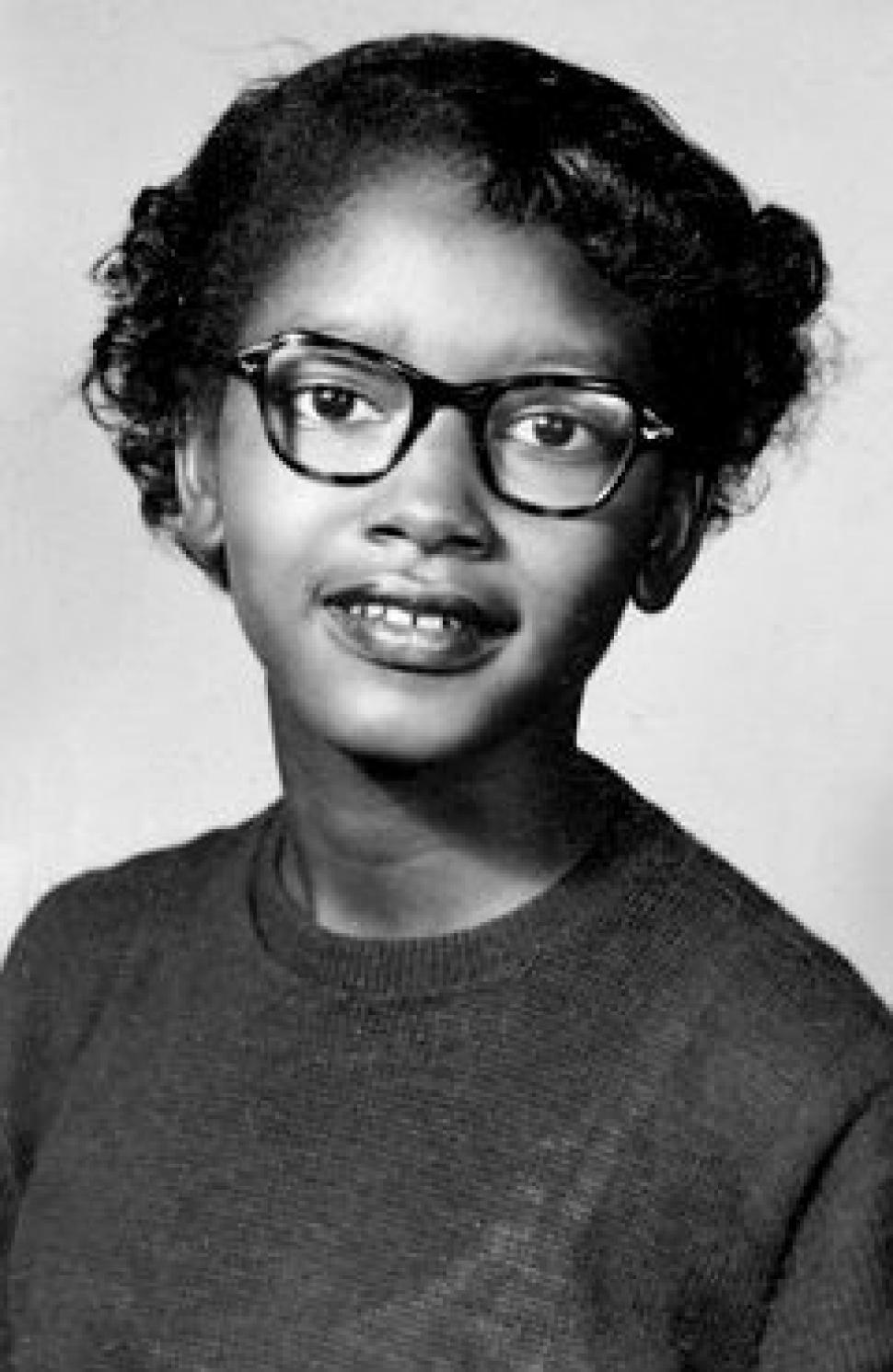
Claudette Colvin a 15 anni venne arrestata (2 marzo 1955) per aver voluto sfidare la segregazione razziale attuata sugli autobus pubblici a Montgomery (Alabama).

Singoli cittadini compirono in alcune occasioni gesti di sfida contro la segregazione pubblica, senza un grande impatto sulla questione dei diritti civili fino al dicembre 1955, quando a Montgomery in (Alabama) Rosa Parks si rifiutò di spostarsi sul retro di un autobus per lasciare il posto a un passeggero bianco. La disobbedienza civile di Parks diede il via al boicottaggio dei bus a Montgomery.
La segregazione era pervasiva anche nel campo dell'assegnazione degli alloggi. Le Costituzioni statali (ad esempio quella della California) avevano clausole che concedevano alle giurisdizioni locali il diritto di emanare regolamenti sul luogo in cui gli appartenenti a determinate razze potessero vivere. Nel 1917 la Corte suprema, nella sentenza del caso Buchanan contro Warley, dichiarò incostituzionali le ordinanze locali di segregazione residenziale nelle municipalità. Come risposta i bianchi ricorsero all'espediente delle "clausole restrittive", per cui un proprietario bianco era vincolato, in determinati quartieri, a non poter vendere case a neri; i bianchi che avessero violato tali accordi avrebbero potuto essere citati dai vicini "danneggiati". Nel caso Shelley contro Kraemer del 1948 la Corte suprema decise che tali patti fossero inapplicabili in un tribunale. Tuttavia i modelli di segregazione residenziale erano a quel tempo già radicati nella maggior parte delle città statunitensi.
Nella maggior parte delle città l'unico modo in cui i neri poterono alleviare la pressione dell'affollamento dovuto all'aumento della migrazione fu di espandersi nei quartieri circostanti precedentemente bianchi, un processo che provocò tensioni razziali, con i bianchi preoccupati per un ipotetico declino del valore degli immobili. Inoltre la crescente presenza degli afroamericani nelle città, sia nel Nord sia nel Sud, e la loro concorrenza con i bianchi nella ricerca di case, lavoro e attenzione da parte dei politici provocarono una serie di rivolte a sfondo razziale. Nel 1898 i cittadini bianchi di Wilmington, nella Carolina del Nord, offesi per il coinvolgimento degli afroamericani nell'amministrazione locale e indignati per l'articolo di un quotidiano nero, che accusava le donne bianche di liberi costumi sessuali, aggredirono in una vera e propria insurrezione centinaia di persone nere, uccidendone diverse decine. Sulla spinta del furore i suprematisti bianchi rovesciarono il governo cittadino, espellendo funzionari pubblici bianchi e neri ed istituendo restrizioni per evitare che i neri potessero votare. Ad Atlanta, nel 1906, resoconti giornalistici che parlavano di aggressioni da parte di neri a donne bianche provocarono un'esplosione di violenza e di omicidi, che lasciarono sul terreno 12 neri morti e oltre 70 feriti. Un afflusso di manovali neri che sostituivano i lavoratori in sciopero a East St. Louis, nel 1917, accentuò le tensioni razziali; le voci che i neri stavano armandosi per preparare un attacco contro i bianchi provocarono numerose aggressioni nei quartieri neri da parte di folle scatenate. Il 1º luglio alcuni neri spararono contro un'automobile credendo che i loro occupanti fossero tra gli aggressori, uccidendo così erroneamente due poliziotti. Il giorno seguente scoppiò una vera e propria rivolta, terminata con 9 bianchi e 39 neri uccisi e oltre 300 edifici incendiati (altre stime parlano di oltre 100 morti).
Leggi contro la mescolanza razziale vietavano il matrimonio tra bianchi e non bianchi, in alcuni casi volendo impedire la mescolanza razziale tra bianchi e asioamericani o nativi americani; la legge matrimoniale dell'Utah contenne una componente discriminatoria a partire dal 1899 e venne abrogata solo nel 1963. Essa vietava il matrimonio interrazziale tra un bianco e chiunque fosse considerato nero, mulatto, quadroon (per un quarto nero), octoroon (per un ottavo nero), asiatico dell'Asia orientale o malay (filippino). Non erano invece imposte restrizioni matrimoniali tra i non bianchi.

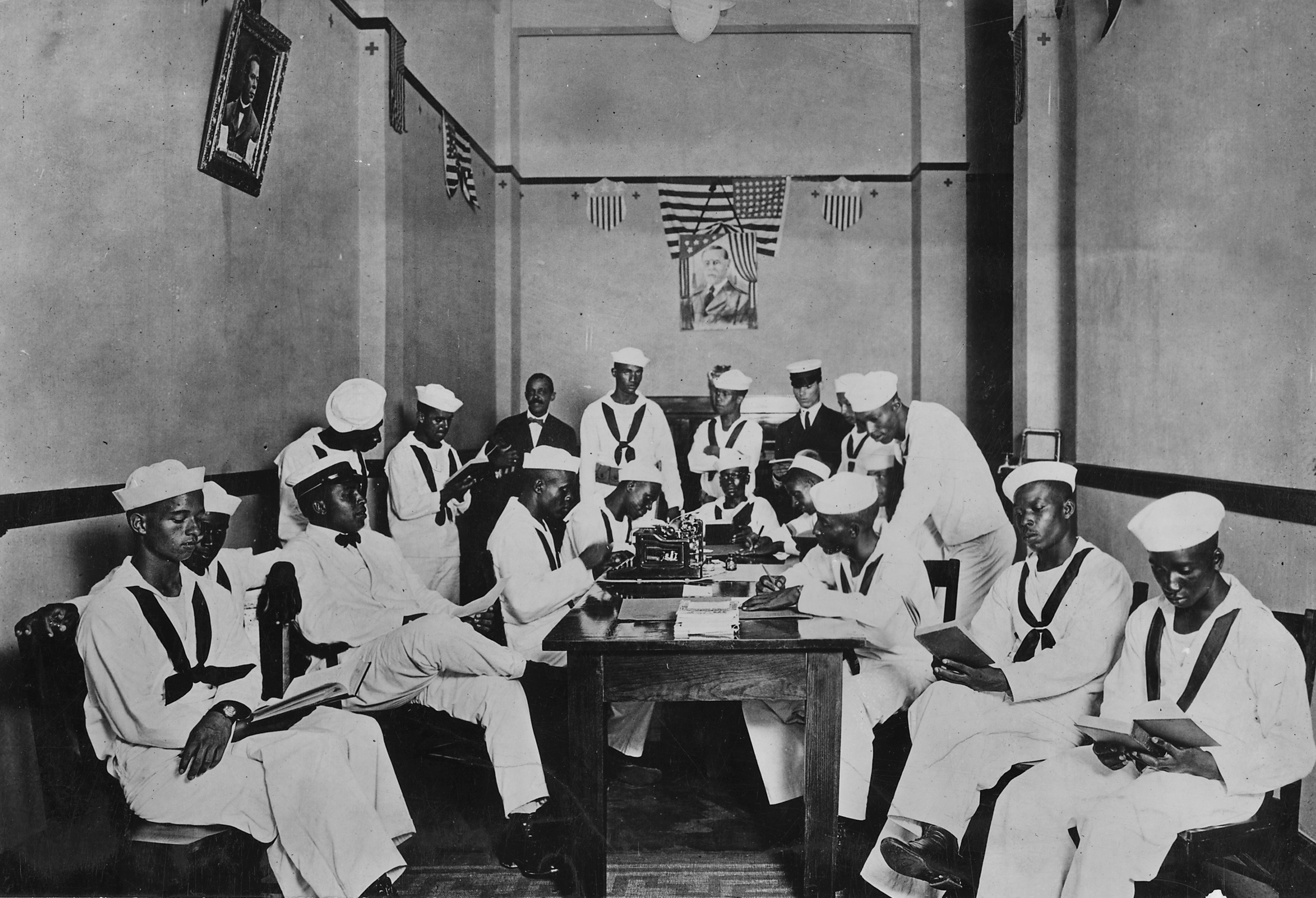
Sala di ritrovo riservata ai marinai neri durante la prima guerra mondiale.

Durante la prima guerra mondiale i neri prestarono servizio militare nell'United States Armed Forces in unità segregate. I soldati neri furono poco addestrati e male attrezzati e spesso furono messi in prima linea nelle missioni suicide: il 369º fanteria (l'ex 15° guardia nazionale di New York) si distinse e divenne famosa come Harlem Hellfighters.

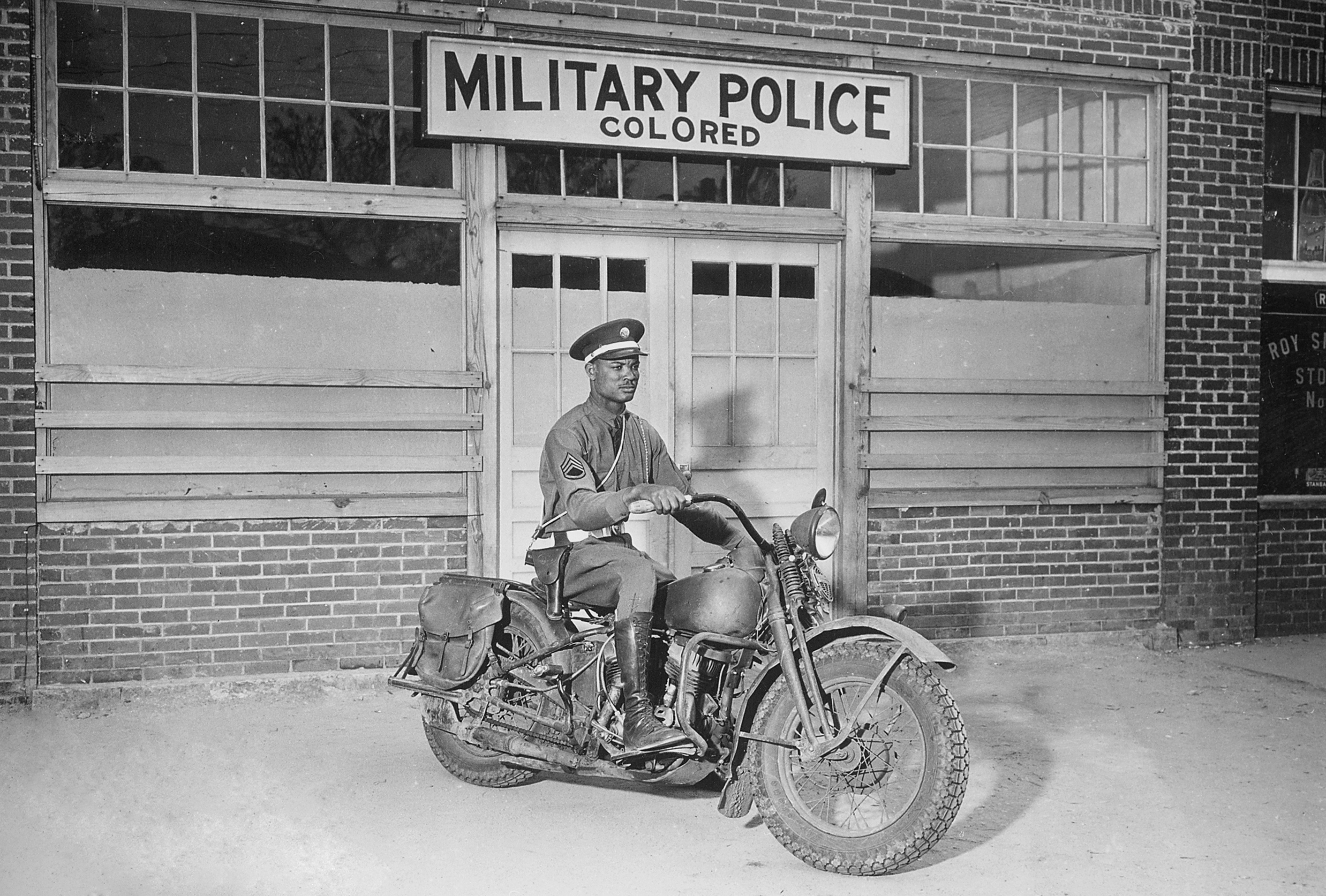
Un poliziotto militare nero su una moto davanti all'ingresso dell'"MP Colored" durante la seconda guerra mondiale.

L'esercito degli Stati Uniti rimase ancora fortemente segregato nel corso della seconda guerra mondiale. L'United States Army Air Corps e i Marine non ebbero neri arruolati nei loro ranghi; ve n'erano invece tra i Seabees. L'esercito nel suo complesso ebbe solo cinque ufficiali afroamericani; inoltre nessun afroamericano ottenne la Medal of Honor durante la guerra e i loro compiti rimasero in gran parte limitati a unità non combattenti. I soldati neri dovettero a volte rinunciare ai propri posti nei treni per lasciare spazio ai prigionieri nazisti. La guerra vide però anche i primi piloti militari neri, i Tuskegee Airmen (99º squadrone di combattimento) e vide anche il segregato 183º battaglione di combattimento partecipare alla liberazione dei sopravvissuti del campo di concentramento di Buchenwald. Nonostante la politica istituzionale di addestramento separato degli arruolati e nelle unità tattiche, l'esercito stabilì a partire dal 1942 che i soldati bianchi e neri si addestrassero nelle stesse scuole ufficiali: fu il primo esperimento formale d'integrazione militare, con tutti gli aspiranti ufficiali, indipendentemente dalla razza, addestrati insieme.
Durante la guerra 110.000 persone di origini giapponesi (cittadini statunitensi o meno) vennero segregati in campi d'internamento predisposti appositamente; furono imprigionate anche centinaia di persone di origine tedesca e italiana. Mentre il programma governativo d'internamento considerò praticamente tutti i giapponesi come nemici, la maggior parte dei Tedeschi americani e degli italoamericani vennero lasciati in pace e furono anzi autorizzati a servire nello sforzo bellico.
La pressione per porre fine alla segregazione razziale governativa crebbe tra gli afroamericani e i progressisti con la fine del conflitto. Il 26 luglio 1948 il presidente Harry Truman firmò l'ordine esecutivo 9981, ponendo termine alla segregazione all'interno delle forze armate.
Un locale molto importante nel Rinascimento di Harlem durante gli anni 1920, il Cotton Club, era un locale per soli clienti bianchi, dove i neri (come Duke Ellington) potevano esibirsi con un pubblico bianco. Alla prima persona nera a vincere un premio Oscar, Hattie McDaniel, non fu consentito presenziare alla prima di Via col vento; poiché la Georgia era segregata, alla cerimonia degli Oscar all'Ambassador Hotel di Los Angeles le fu imposto di sedere a un tavolo segregato vicino al muro lontano della sala; l'hotel non ammetteva neri e considerò un favore far entrare la McDaniel. L'ultimo desiderio di McDaniel, essere sepolta nello Hollywood Cemetery, non fu onorato poiché le tombe erano riservate ai bianchi.
Alla fine del 1949 tuttavia solo 15 Stati non avevano leggi segregazioniste e soltanto 18 l'avevano bandita dalle regole per l'assegnazione di alloggi pubblici. Degli stati rimanenti venti permettevano la segregazione scolastica, quattordici consentivano la segregazione nei trasporti pubblici ed erano ancora vigenti ben trenta leggi contro la mescolanza razziale.
L'11 settembre del 1964 John Lennon annunciò che i Beatles non si sarebbero esibiti davanti a un pubblico segregato a Jacksonville; i dirigenti cittadini cedettero dopo questa presa di posizione. Un contratto per un loro concerto dell'anno seguente al Cow Palace a Daly City in California specificava che il gruppo si riservava il diritto di non esibirsi se il pubblico fosse stato segregato.
Nonostante tutti i cambiamenti legali che ebbero luogo a partire dagli anni 1940 e specialmente negli anni 1960 (vedi desegregazione) gli Stati Uniti rimangono in una certa misura ancora una società segregata, con luoghi di residenza, iscrizioni alle scuole, appartenenza a chiese, opportunità di lavoro e ammissione universitaria che riflettono una significativa segregazione de facto. I sostenitori dell'azione positiva sostengono che la persistenza di tali disparità riflette la discriminazione razziale e la durata dei suoi effetti.
"Gates contro Collier" fu un caso dibattuto in un tribunale federale che pose fine al sistema detto trusty system, in cui ad alcuni detenuti erano affidati poteri speciali nel mantenimento dell'ordine in seguito al flagrante abuso di questi poteri nel famigerato penitenziario statale del Mississippi di Parchman. Nel 1972 il giudice federale William Colbert Keady stabilì che Parchman violava i livelli moderni di umanità; ordinò pertanto l'interruzione immediata di tutte le pratiche incostituzionali. La segregazione razziale dei detenuti venne abolita così come il trusty system.
Più di recente lo squilibrio tra le composizioni razziali dei detenuti nel sistema penitenziario statunitense ha provocato la preoccupazione che la giustizia statunitense favorisca una nuova forma di apartheid.

### Razzismo scientifico
La radice intellettuale della sentenza del caso "Plessy contro Ferguson", importante decisione con cui la Corte suprema confermò la costituzionalità della segregazione razziale, era rappresentata dalla dottrina "separati ma uguali", e in parte correlata al razzismo scientifico di quell'epoca. Il sostegno popolare alla decisione fu molto probabilmente il risultato delle convinzioni razziste della maggioranza dei bianchi americani in quel periodo. Più tardi la sentenza del caso "Brown contro l'ufficio scolastico di Topeka" (1954) respinse le idee dei razzisti scientifici sulla necessità della segregazione, soprattutto in ambito scolastico; i residui di razzismo scientifico, sia tra studiosi sia tra la gente comune, ebbero un ruolo importante nella reazione contro questa sentenza.
La rivista accademica Mankind Quarterly (1961) era un giornale di propaganda razzista scientifica. Fu fondato nel 1960, in parte in risposta alla sentenza "Brown contro l'ufficio scolastico di Topeka", che impose la desegregazione in tutte le scuole degli Stati Uniti. Molti tra gli autori di articoli, gli editori e i consiglieri d'amministrazione accoglievano le idee dell'"ereditarianismo" accademico.

### Nel Sud
Dopo la fine dell'era della Ricostruzione e il ritiro delle truppe federali, che seguirono il "compromesso del 1877", i governi in mano al Partito Democratico in tutti gli Stati Uniti meridionali adottarono leggi statali per separare i gruppi razziali, soprattutto i bianchi dai neri, assegnando di fatto gli afroamericani un ruolo di cittadini di seconda classe e mettendo in pratica il potere bianco. Nel loro complesso tali norme vennero denominate leggi Jim Crow, dal nome del personaggio nero stereotipato Jim Crow, un menestrello inventato negli anni 1830. A volte, come nella Costituzione della Florida del 1885, la segregazione era legittimata costituzionalmente.
La segregazione razziale rimase legge in gran parte del Sud fino al movimento per i diritti civili degli afroamericani. Tali leggi consentirono la segregazione nelle strutture pubbliche e nei servizi, era proibito il matrimonio interrazziale (vedi le leggi contro la mescolanza razziale) e negato ai cittadini di colore il diritto di voto.
La segregazione nelle strutture investiva scuole, alberghi, bar, servizi igienici, parchi, cabine telefoniche, biblioteche, cinema e ristoranti, spesso con casse e sportelli separati.
Leggi statali che vietavano il matrimonio interrazziale vennero adottate in tutto il Sud e anche in molti stati del Nord fin dall'epoca coloniale. Durante la Ricostruzione tali leggi furono abrogate in Arkansas, Louisiana, Mississippi, Florida, Texas e Carolina del Sud; ma furono poi ripristinate con il ritorno al potere dei Democratici cosiddetti Redeemers. La Corte suprema ne dichiarò per la prima volta la costituzionalità nel 1883; verdetto ribaltato solamente nel 1967 con la sentenza sul caso "Loving contro Virginia".
Il diritto di voto dei neri fu sistematicamente limitato o negato tramite normative sul suffragio, come l'introduzione di "tasse procapite" e prove di alfabetizzazione; queste in teoria colpivano anche i bianchi poveri, ma per questi furono introdotte eccezioni come la "clausola d'anteriorità" e la "clausola di comprensione". Soltanto i bianchi potevano votare alle primarie del Partito Democratico.

### Nel Nord
Anche nel settentrione esistette una segregazione formale. Alcuni quartieri furono riservati ai neri, mentre erano negate opportunità di lavoro da sindacati nella compilazione di liste di lavoratori qualificati. I neri che si trasferirono al Nord con la grande migrazione afroamericana, soprattutto dopo la prima guerra mondiale, a volte poterono vivere senza lo stesso grado di oppressione sperimentato nel Sud, ma il razzismo e la discriminazione rimasero profondamente ancorati nella mente dei bianchi.
"Nonostante le azioni degli abolizionisti, la vita per i neri liberi era ben lungi dall'idilliaco, a causa del razzismo al nord. La maggior parte dei neri liberi viveva in enclave razziali nelle principali città del Nord: New York, Boston, Filadelfia e Cincinnati. Lì, condizioni di vita estremamente povere portavano malattie e morte. Uno studio condotto a Filadelfia nel 1846 mostrava che quasi tutti i neonati neri morivano poco dopo la nascita. Perfino i neri benestanti non potevano vivere nei quartieri bianchi a causa del timore dei bianchi che ciò facesse diminuire i valori delle case".
Cicero nell'Illinois divenne famosa quando Martin Luther King guidò una marcia per l'integrazione nel settore immobiliare, definita "imparzialità razziale". "I neri del nord sono stati costretti a vivere in una democrazia prodotta dall'uomo bianco e, pur non legalmente schiavi, sono stati soggetti alla definizione discriminatoria della loro razza. Nelle loro comunità totalmente nere hanno continuato a costruire le proprie chiese e scuole e sviluppare comitati di vigilanza per proteggere i membri della comunità nera dall'ostilità e dalla violenza".
Nel corso degli anni 1930 tuttavia la discriminazione verso i neri nella ricerca di lavoro si ridusse quando il Congress of Industrial Organizations, uno dei principali sindacati dei lavoratori dell'epoca, accettò l'ingresso dei neri.
La segregazione scolastica nel Nord rimase anch'essa una questione importante. In Illinois, Ohio, Pennsylvania e New Jersey le città situate vicino ai confini con gli Stati del Sud ebbero scuole segregate nonostante che le leggi statali la vietassero. L'Indiana introdusse perfino la segregazione scolastica tramite una legge statale. Nel corso degli anni 1940 però le cause legali svolte col patrocinio della National Association for the Advancement of Colored People fecero diminuire rapidamente le politiche segregazioniste in tutte le aree meridionali di Illinois, Ohio, Pennsylvania e New Jersey. Nel 1949 l'Indiana abolì ufficialmente la legge statale riguardante la segregazione scolastica. La forma più comune di segregazione presente negli stati settentrionali rimase per molto tempo quella rappresentata dalle leggi contro la mescolanza razziale.

### Sport
Anche la segregazione sportiva costituì una grande questione nazionale. Nel 1900, appena quattro anni dopo la sentenza dei "separati ma uguali", la segregazione venne applicata alle corse dei cavalli, uno sport che aveva visto in precedenza molti fantini neri vincere le gare del Triple Crown. Anche ciclismo e automobilismo erano fortemente segregati.
Nel 1890 invece la segregazione era diminuita per gli atleti afroamericani, dopo che diverse università e college degli stati settentrionali ammisero neri nelle proprie squadre sportive. Il calcio fu un altro sport che vide poca segregazione nei primi tempi. Molti istituti scolastici degli Stati del Nord permisero anche agli afroamericani di giocare nelle squadre di football.
La segregazione non fu quasi applicata nel pugilato. Nel 1908 Jack Johnson divenne il primo afroamericano a vincere il titolo mondiale dei pesi massimi); tuttavia la sua vita personale (cioè le sue note relazioni con donne bianche) lo resero molto impopolare tra i bianchi americani. Fu solo nel 1937, quando Joe Louis sconfisse il pugile tedesco Max Schmeling, che il pubblico statunitense nella sua generalità accettò un afroamericano come campione del mondo.
Nel 1904 Charles Follis divenne il primo afroamericano a giocare per una squadra di football americano professionista, la Shelby Blues; mentre le leghe professioniste accettarono solo un numero limitato di squadre miste. Nel 1933 tuttavia la National Football League pose fine alla sua politica d'integrazione limitata e segregò l'intero campionato; la barriera razziale fu definitivamente abbattuta nel 1946, quando i Los Angeles Rams comprarono Kenny Washington e Woody Strode, mentre i Cleveland Browns assunsero Marion Motley e Bill Willis.
Prima degli anni 1930 anche la pallacanestro vide un alto tasso di segregazione razziale; neri e bianchi giocavano generalmente in leghe diverse e di solito era loro proibito giocare in partite interrazziali. Tuttavia la grande popolarità della squadra afroamericana degli Harlem Globetrotters avrebbe contribuito a far accettare squadre di neri al pubblico statunitense.
Alla fine degli anni 1930 molte scuole e università settentrionali permisero agli afroamericani di giocare nelle loro squadre. Nel 1942 la barriera razziale nel basket fu abbattuta dopo che Bill Jones ed altri tre giocatori aderirono alla squadra integrata dei Toledo Jim White Chevrolets associata alla National Basketball League, mentre cinque membri degli "Harlem Globetrotters" andarono ai Chicago Studebaker Flyers.
Nel 1947 la segregazione negli sport professionistici avrebbe subito un colpo assai duro dopo che il giocatore della Negro League Jackie Robinson andò ai Brooklyn Dodgers e contribuì a una stagione di grande successo.

## Segregazione contemporanea
(Lionel Hampton su Benny Goodman, che ha contribuito a lanciare le carriere di molti nomi importanti nel jazz e, durante un'era di forte segregazione, ha anche guidato uno dei primi gruppi musicali razziali integrati)
La separazione tra neri e bianchi è costantemente in declino per la maggior parte delle grandi aree metropolitane e delle città, anche se esistono differenze geografiche. Nel 2000 ad esempio l'Ufficio del censimento degli Stati Uniti d'America ha rilevato che la segregazione residenziale è in media diminuita a partire dal 1980 negli Stati Uniti occidentali e negli Stati Uniti meridionali, ma meno negli Stati Uniti d'America nord-orientali e negli Stati Uniti d'America medio-occidentali.
Infatti le prime 10 città più separate si trovano tutte nel Rust Belt, dove le popolazioni totali sono diminuite negli ultimi decenni; nonostante questi modelli pervasivi i cambiamenti per le singole aree sono talvolta minimi ma significativi. Trent'anni dopo l'era dei diritti civili gli Stati Uniti d'America rimane una società separata per luogo di residenza e in cui neri e bianchi vivono ancora spesso in quartieri molto diversi tra loro.
La pratica della discriminazione razziale nell'ambito degli alloggi e dei prestiti bancari nega ai soggetti di colore, o aumenta per loro i costi di servizi quali l'assicurazione e limita l'accesso ai posti di lavoro e alle cure mediche, fino ai supermercati residenziali in determinati casi; il tutto assai spesso determinato da un esplicito razzismo. La forma più devastante in questo senso si riferisce alla discriminazione nei mutui; i dati sui prezzi delle abitazioni e gli atteggiamenti verso l'integrazione suggeriscono che alla metà del XX secolo la segregazione era un prodotto di azioni collettive adottate dai bianchi per escludere i neri dai propri quartieri.
La creazione di autostrade ha prodotto in certi casi l'isolamento dei quartieri neri dai beni e servizi essenziali, molte volte divisi essi stessi dai corridoi industriali. Ad esempio il sistema autostradale interstatale di Birmingham, in Alabama ha tentato di mantenere i confini razziali che erano stati stabiliti dalla legge di urbanizzazione razziale cittadina del 1926. La costruzione di autostrade interstatali attraverso i quartieri neri in città ha portato a una perdita di popolazione significativa in quei quartieri ed è associata a un aumento della segregazione razziale delle zone residenziali.
Il desiderio di alcuni bianchi di evitare che i loro figli frequentino scuole integrate si è rivelato un fattore di White flight (famiglie bianche che si spostano nei sobborghi) oltre alla fondazione di numerose accademie segregate e scuole private che alla maggior parte degli studenti afroamericani rimangono inaccessibili, anche se tecnicamente preparati, non essendo in grado di permettersele per gli elevati costi d'iscrizione.
Studi recenti svolti a San Francisco hanno dimostrato che i gruppi di proprietari di abitazioni tendevano ad autosegregarsi con l'intento di mantenere rapporti soltanto con persone dello stesso livello d'istruzione e di "razza". Nel 1990 le barriere giuridiche che imponevano la segregazione erano state sostanzialmente sostituite da fattori indiretti, compreso il fenomeno che i bianchi pagano più dei neri per poter vivere in aree a forte prevalenza bianca.
La segregazione residenziale e sociale dei bianchi dai neri crea un processo di socializzazione che limita le possibilità dei bianchi di sviluppare relazioni significative con le minoranze. Tutto questo favorisce uno stile di vita segregato e conduce a sviluppare opinioni positive nei confronti del proprio gruppo di appartenenza ed altrettanto negative invece verso tutti gli altri gruppi.
La segregazione colpisce persone di tutti gli strati sociali. Ad esempio un sondaggio condotto nel 2000 ha rivelato che i neri suburbani a medio reddito vivono in quartieri con molti più bianchi rispetto ai neri poveri del centro. Ma i loro quartieri non sono identici a quelli dei bianchi aventi le stesse caratteristiche socioeconomiche; in particolare i neri di ceto medio tendono a vivere con vicini bianchi che risultano essere meno ricchi di loro. Mentre in senso significativo sono meno segregati dei neri poveri, le distinzioni razziali continuano ancora a produrre potentemente le diverse opzioni residenziali.
Il numero dei ghetti interni ipersegregati sta cominciando lentamente a diminuire. Rivedendo i dati del censimento degli Stati Uniti d'America del 2000 Rima Wilkes e John Island hanno scoperto che nove aree metropolitane che erano state ipersegregate nel 1990 non lo erano più nel 2000. Solo due nuove città, Atlanta e Mobile in Alabama, sono diventate ipersegregate nello stesso periodo di tempo. Ciò punta verso una tendenza di maggiore integrazione nella maggior parte della nazione.

### Segregazione residenziale
La segregazione razziale è più pronunciata nell'ambito degli alloggi. Sebbene le popolazioni statunitensi di etnie diverse possano lavorare insieme, rimane ancora molto improbabile che vivano in quartieri integrati. Questo modello differisce solo per grado nelle diverse aree metropolitane.
La segregazione residenziale persiste per una serie di motivi. I quartieri segregati possono essere rafforzati dalla pratica dello steering per cui i mediatori immobiliari indirizzano i potenziali acquirenti verso alcuni quartieri basandosi sulla loro "razza". Ciò si verifica quando un agente immobiliare presuppone su dove al loro cliente potrebbe piacere vivere in base al colore della pelle.
Tale discriminazione può verificarsi quando i padroni di casa esprimono la loro disponibilità ad affittare in base alla razza del richiedente, o forniscono termini e condizioni differenti per concedere l'alloggio; per esempio richiedendo che le famiglie nere paghino una cauzione superiore rispetto a quella delle famiglie bianche.
Il Redlining ha contribuito a preservare i modelli di vita segregati in quanto la discriminazione motivata dal pregiudizio è spesso contingente alla composizione razziale dei quartieri in cui viene richiesto il prestito e alla razza del richiedente. Gli istituti di credito hanno dimostrato, secondo i dati del 1998, di trattare in modo diverso i richiedenti di mutui afroamericani quando si acquistano case nei quartieri bianchi piuttosto che nei quartieri neri.
Queste pratiche discriminatorie sono illegali. Il Fair Housing Act del 1968 vieta la discriminazione abitativa in base alla razza, al colore, all'origine nazionale, alla religione, al sesso, allo stato familiare o alla disabilità. L'"Office of Fair Housing and Equal Opportunity" è incaricato di amministrarne e applicarne gli assunti. Chiunque creda di aver subito una discriminazione in base alla propria razza può presentare una denuncia.
Le famiglie sono poi trattenute o limitate dal reddito percepito. La disuguaglianza è presente anche nella forza lavoro presente nelle aree residenziali. Uno studio fornisce la seguente statistica: "il reddito medio per famiglia degli afroamericani è stato il 62% di quello dei bianchi non ispanici (27.910 dollari contro 44.504". Tuttavia i neri sono stati costretti dal sistema a rimanere in aree urbane e povere mentre i bianchi, essendo in grado di permetterselo, andavano a vivere in periferia. Queste misure forzate promuovevano i livelli di povertà dei neri e ne abbassavano il loro potere d'acquisto.
Massey e Denton propongono la tesi che la causa fondamentale della povertà tra gli afroamericani sia proprio la segregazione. Questa ha creato i ghetti urbani neri dei centri cittadini, vere e proprie "trappole di povertà", ai cui abitanti viene impedito di sfuggire alla propria condizione sociale inferiore. Talvolta si afferma che questi quartieri hanno istituzionalizzato una struttura familiare nera che è sottoposta a stigmatizzazione in quanto produce il mantenimento della situazione economica disagiata.
L'esperto di sociolinguistica William Labov sostiene che la segregazione persistente mantiene inoltre l'uso dell'Inglese afro-americano vernacolare, esponendo a discriminazione i suoi parlanti. Anche se stigmatizzato i sociolinguisti che lo studiano notano che è un dialetto legittimo dell'inglese e più sistematico di tutti gli altri. Arthur Spears sostiene che non esiste uno svantaggio educativo intrinseco nel parlarlo e che esiste in forme vernacolari e maggiormente standardizzate.
Storicamente la segregazione residenziale divideva le comunità tra la città interna nera e le periferie bianche. Questo fenomeno è dovuto al fatto che i bianchi spesso lasciano i quartieri a causa della presenza nera; non vi sono più notevoli differenze geografiche al riguardo. Le possibilità lavorative diminuiscono e la povertà cresce, i tassi di criminalità aumentano e le aziende abbandonano. Ciò crea una mancanza di occupazione nei quartieri segregati, con la perpetuazione della disuguaglianza economica.
Con la ricchezza e le imprese uscite dalle aree urbane la base imponibile diminuisce, il che fa peggiorare i finanziamenti per l'istruzione. Di conseguenza coloro che possono permettersi di lasciare l'area per scuole migliori fanno decadere ancor di più la base imponibile per i finanziamenti educativi. Nessun imprenditore vuole investire in un luogo dove non vi è un'ampia disponibilità economica e in cui il crimine è diffuso, il che significa che le uniche cose che sono rimaste in queste comunità sono le persone povere nere con poche opportunità di occupazione o d'istruzione.
Oggi un certo numero di bianchi sono disposti e sono in grado di pagare un premio assicurativo per vivere in un quartiere prevalentemente bianco. La residenzialità nelle aree bianche comporta anche un affitto più alto. Grazie a questo fatto molti quartieri bianchi bloccano i neri che non sono disposti a pagare di più. Alcuni sociologi hanno definito questa situazione "ipersegregazione" o "apartheid americano".
L'Ufficio del censimento degli Stati Uniti d'America ha, nonostante ciò, dimostrato che la segregazione residenziale è in declino generale dal 1980. Secondo uno studio del 2012 i mercati del credito hanno permesso a una parte sostanziale di famiglie ispaniche di vivere in quartieri con meno famiglie nere, mentre una frazione di famiglie nere si è spostata in aree più integrate. L'effetto netto è però che i mercati del credito hanno incrementato la segregazione razziale.
A partire dal 2015 le segregazioni residenziali avevano preso nuove forme, con un minor numero di quartieri a maggioranza afroamericana, soppiantando il modello storico della città interna nera e dei sobborghi bianchi. Nel frattempo in località come Washington la gentrificazione aveva portato allo sviluppo di nuovi quartieri bianchi nelle zone residenziali storicamente nere. La segregazione si verifica attraverso la prezzatura delle abitazioni nei quartieri bianchi e l'esclusione delle abitazioni a basso reddito piuttosto che attraverso regole che impongono la segregazione. La segregazione nera rimane però più pronunciata; mentre c'è meno segregazione ispanica o asiatica.

### Segregazione commerciale e industriale
Lila Ammons ha descritto il processo di costituzione di banche di proprietà di neri nel corso degli anni 1880-1990, come metodo per affrontare le pratiche discriminatorie delle istituzioni finanziarie contro i cittadini afroamericani. All'interno di questo periodo descrive cinque periodi distinti che illustrano il processo di sviluppo delle banche, come segue:

#### 1888-1928
Nel 1851 si svolse uno dei primi incontri per avviare il processo di costituzione di banche di proprietà nera, anche se le idee e la loro attuazione non vennero utilizzate fino al 1888. Vennero create circa 60 banche nere, che hanno dato ai neri la possibilità di accedere ai prestiti e alle altre esigenze bancarie che le altre banche non avrebbero offerto agli afroamericani.

#### 1929-1953
Solo cinque banche furono aperte in questo periodo, mentre si videro molte banche di proprietà nere chiudere, con un periodo di vita generale di nove anni. Con gli afroamericani che continuarono a migrare verso le aree urbane settentrionali, si dovette affrontare il rischio di soffrire di elevati tassi di disoccupazione, a causa delle altre minoranze disposte a fare il lavoro che gli afroamericani avrebbero precedentemente occupato. In questo momento l'intera industria bancaria rimase comunque in uno stato perenne di crisi, con le banche minori che ebbero alti tassi di fallimento, così come minori tassi di rimborso del prestito. I primi gruppi di banche cominciarono a investire le proprie finanze nella comunità nera, principalmente in prestiti ipotecari, società fraterne e obbligazioni governative.

#### 1954-1969
In questo periodo furono costituite circa 20 banche e s'iniziò a vedere anche gli afroamericani diventare cittadini attivi, partecipando a vari movimenti sociali incentrati sull'uguaglianza economica, su migliori situazioni abitative, sui posti di lavoro maggiormente retribuiti e sulla fine della segregazione razziale della società. Attraverso la desegregazione tuttavia queste banche non poterono più dipendere dalla comunità nera per i propri affari e furono costrette ad entrare nel libero mercato, pagando i loro dipendenti con salari competitivi e dovendo soddisfare le esigenze di tutta la società anziché semplicemente quelle della comunità nera.

#### 1970-1979
Si assistette a una deindustrializzazione urbana, la quale condusse ad aumentare notevolmente il numero di banche di proprietà dei neri, con 35 nuove banche nel corso di questo periodo. Anche se un tale cambiamento di economia consentì l'apertura di un maggior numero di banche, gli anni settanta paralizzarono ulteriormente la comunità afroamericana, in quanto i tassi di disoccupazione aumentarono con lo spostamento del mercato del lavoro, da quello non qualificato agli impieghi governativi.

#### 1980-1990
Approssimativamente sono state istituite circa 20 banche, tuttavia tutte le banche rimasero in concorrenza con altre istituzioni finanziarie che soddisfacevano le necessità delle persone a costi inferiori.

#### 2000
Dan Immergluck scrive che nel 2003 le piccole imprese nei quartieri neri ricevevano ancora meno prestiti, anche dopo aver tenuto conto della densità delle imprese, delle dimensioni aziendali, del mix industriale, dei redditi di quartiere e della qualità del credito delle imprese locali. Gregory D. Squires ha scritto, sempre nel 2003, che è chiaro che la razza ha influenzato a lungo e continua ad influenzare le politiche e le pratiche del settore assicurativo. I lavoratori che vivono nei quartieri cittadini interni impiegano più tempo a trovare lavoro rispetto ai lavoratori suburbani, un fattore che influenza in modo sproporzionato i lavoratori neri.
Il libro di Rich Benjamin del 2009 Searching for Whitopia: An Improbable Journey to the Heart of White America rivela lo stato di segregazione residenziale, educativa e sociale. Nell'analizzare la segregazione razziale e di classe il libro documenta la migrazione di bianchi americani dai centri urbani alle comunità delle piccole città, extraurbane e rurali. Nel corso del XX secolo la discriminazione razziale era deliberata e intenzionale; oggi invece la divisione deriva da politiche e istituzioni che non sono più esplicitamente progettate per discriminare. Tuttavia, i risultati di tali politiche e credenze hanno impatti negativi, razziali, vale a dire segregazionisti.

## Effetti

### Educazione
La segregazione nel campo educativo fu quella con i maggiori effetti e conseguenze ebbe importanti ripercussioni sociali, le quali continuano fino ai giorni nostri. Il pregiudizio secondo cui l'esperienza quotidiana provocasse in molti afroamericani un indebito stress tale da minare lo sviluppo cognitivo, fu considerato come una tesi psicologicamente dimostrata. L'esperto in "economia dell'educazione" Eric Alan Hanushek e i suoi co-autori hanno considerato le concentrazioni razziali presenti all'interno degli istituti scolastici rinvenendone effetti considerati largamente importanti. Gli studenti neri sembrano essere sistematicamente e fisicamente danneggiati dall'alta concentrazione di altri studenti neri nella propria scuola; tali effetti non si estendono né ai bianchi né agli ispanici e pertanto questo implicherebbe che il fatto sia correlato con le interazioni tra pari e non alla qualità scolastica. Inoltre pare che l'effetto delle concentrazioni nere nelle scuole sia più grande per gli allievi neri che raggiungono alti livelli di prestazione.
Anche gli afroamericani provenienti da città povere che frequentano le università continuano a soffrire accademicamente a causa dello stress provocato dall'avere familiari ed amici ancora segregati nei centri cittadini. L'istruzione viene utilizzata anche come mezzo per perpetuare l'ipersegregazione; gli agenti immobiliari spesso implicitamente utilizzano la composizione razziale scolastica come uno dei modi per attirare acquirenti bianchi nell'anello segregato che circonda la città interna.
La percentuale di individui di razza afroamericana raggiunge un picco relativamente elevato nel 1967: il 21% della popolazione afroamericana statunitense aveva infatti conseguito il diploma superiore. La frase "apartheid americano" è stata utilizzata in riferimento alla disparità esistente tra scuole bianche e nere; quelli che confrontano una tale disuguaglianza con il termine apartheid puntano spesso ad ottenere fondi maggiori per le scuole a prevalenza nera.
A Chicago, per l'anno accademico 2002-03, l'87% dell'istruzione scolastica pubblica era rivolta a neri o ispanici; meno del 10% degli alunni che ne usufruivano erano bianchi americani. A Washington il 94% degli scolari elementari statali è costituito da neri o ispanici, con meno del 5% di bianchi.
L'educatore e attivista Jonathan Kozol ha approfondito molto questo argomento nel suo libro intitolato The Shame of the Nation: The Restoration of Apartheid Schooling in America.
Il "nuovo apartheid americano" si riferisce all'affermazione secondo cui le politiche statunitensi in materia di sostanze stupefacenti e criminalità in sostanza puntano ai neri, cioè si basano essenzialmente sulla "razza". La rivista radicale della sinistra Z Communications ha presentato una serie i 4 articoli su "The New American Apartheid" in cui ha tracciato paralleli tra il trattamento dei neri da parte del sistema giudiziario e l'ex regime sudafricano di apartheid.
"I carcerati occupano i gradini più bassi della scala sociale classista, e il loro numero aumenta costantemente. Il sistema dell'istituto penitenziario (insieme alle carceri locali) è una raccolta di ghetti o di individui poveri costituiti principalmente da lavoratori non specializzati, senza titoli di studio e del tutto privi di una base socio-familiare consolidata. In numero sempre crescente questo sistema è riservato alle minoranze razziali e specialmente ai neri; si tratta dello stesso segmento della società americana che ha sperimentato alcune delle riduzioni più drastiche del reddito e che sono state "mirate" per il loro coinvolgimento in questioni di droga e abuso di farmaci. Il tutto con la conseguente violenza che si estende a partire dalla mancanza dei legittimi mezzi di conseguimento degli obiettivi d'integrazione sociale".
Questo articolo è stato discusso presso l'"Istituto per la giustizia minorile e penale" e dà diversi consigli scolastici che tentano di affrontare la questione della segregazione che si perpetua fino ad oggi. Nell'istruzione superiore alcuni gruppi hanno contestato le politiche razziali separatiste nei dormitori delle università. Nel 2002 la New York Civil Rights Coalition ha fatto pubblicare 'The Stigma of Inclusion, Racial Paternalism and Separatism in Higher Education'; il rapporto ha sottolineato i modelli di auto-segregazione esistenti nei campus universitari, che gli autori hanno sostenuto essere stati incoraggiati dagli amministratori stessi.
A causa dell'istruzione finanziata principalmente attraverso le entrate locali e statali la sua qualità varia notevolmente a seconda della posizione geografica. In alcune aree l'istruzione viene finanziata principalmente attraverso entrate provenienti dalle imposte immobiliari; quindi in alcune aree vi è una correlazione diretta tra il prezzo delle abitazioni e la quantità di denaro destinata all'educazione della gioventù della zona.
Il Censimento degli Stati Uniti d'America del 2010 ha mostrato che il 27,4% di tutti gli afroamericani ha vissuto sotto la soglia di povertà, la percentuale più alta, se confrontata con qualsiasi altro gruppo etnico presente; pertanto in aree prevalentemente afroamericane la quantità di fondi disponibili per l'istruzione è estremamente bassa; questa situazione viene nominata "segregazione finanziaria". Questo discutibile sistema di finanziamento educativo può essere visto come una delle ragioni primarie della segregazione razziale contemporanea la quale continua inequivocabilmente a prosperare.
Nelle aree prevalente bianche con una maggiore disponibilità finanziaria questa viene incanalata in istituti d'istruzione primaria e d'istruzione secondaria, permettendo con ciò ai loro studenti di usufruire delle risorse che consentono loro di riuscire in ambito accademico e di ottenere un titolo di istruzione post-secondaria. Questa pratica continua a suddividere etnicamente, socialmente ed economicamente l'intera America.
Programmi certificati alternativi sono stati introdotti in molte scuole delle aree interne cittadine e nelle zone rurali. Questi assegnano a una persona una licenza d'insegnamento anche se non ha completato un corso di studi tradizionali con diploma magistrale; essi hanno cominciato ad entrare in vigore durante gli anni ottanta per la maggior parte degli Stati in risposta al numero sempre minore di individui che cercano di conseguire una laurea nel campo dell'istruzione.
Tutto il programma rimane assai controverso e "si espande a dispetto delle prove evidenti del suo carente successo... vi è preoccupazione circa il modo in cui svolgeranno la loro attività d'insegnanti, specialmente perché è assai più probabile che finiscano nei quartieri poveri ad insegnare a studenti in situazioni particolarmente difficili". Chi usufruisce di tali certificati di laurea alternativi tende così ad insegnare agli afroamericani e alle altre minoranze etniche nelle scuole dei ghetti o nelle piccole cittadine impoverite.
Pertanto le minoranze non solo devono affrontare la minor quantità di risorse per le loro strutture didattiche, ma anche avere gli insegnanti meno formati della nazione. Valorie Delp, una madre che risiede in una zona interna cittadina ed il cui bambino frequenta una scuola a cui sono stati assegnati insegnanti attraverso il programma di certificazione alternativo, scrive: "un insegnante conosciuto che è in questo programma ha detto di avere visioni inerenti al venire a "salvare" i bambini e la scuola e crede veramente che questa idea sia stata praticata nel suo programma. Nessuno si preoccupa mai della questione del bullismo o della possibilità di altre forme di violenza, dell'aggressività e della maleducazione, o sul fatto che non riescono a leggere nonostante siano già in 7ª classe"".
Delp mostra che mentre molti laureati di questi programmi di certificazione hanno intenzioni onorevoli e sono anche persone educate e intelligenti, vi è però un motivo sostanziale per cui gli insegnanti hanno tradizionalmente sempre dovuto acquisire un considerevole livello formativo prima di essere certificati ufficialmente. L'esperienza acquisita poi attraverso la vasta esperienza e il praticantato in classe li equipaggia con gli strumenti necessari per poter educare la gioventù odierna.
Alcune misure sono state prese per provare a dare alle famiglie meno ricche la capacità di educare i propri figli. A suo tempo il presidente degli Stati Uniti d'America Ronald Reagan ha introdotto la "Legge assistenziale per i senza fissa dimora" nel 1987; essa intendeva permettere ai bambini di acquisire una formazione anche se le loro famiglie non avevano una residenza permanente.
Per Leo Stagman, un genitore afroamericano con famiglia monogenitoriale residente a Berkeley e la cui figlia aveva ricevuto un grande aiuto dalla legislazione: "durante la sua formazione lei, [la figlia di Leo] ha usufruito del programma gratuito per il pranzo e ricevuto l'assistenza secondo la legislazione sui senzatetto. So che mia figlia è la maggior responsabile delle sue capacità, ma mi chiedo dove sarebbe andata a finire senza l'assistenza che ha ricevuto grazie alla legge. La sua laurea rappresenta il successo dell'assistenza ai sensi della presente legge".
Stagman osserva anche che "la maggior parte degli studenti che ricevono assistenza sono neri o mulatti". Vi sono stati diversi altri atti di promozione per aiutare i giovani indigenti ad ottenere il proprio successo scolastico; uno di questi è il "No Child Left Behind Act of 2001" (it.: "Legge: Nessun bambino lasciato indietro") il quale intende aumentare la responsabilità delle scuole pubbliche e dei loro insegnanti creando test standardizzati che forniscano una panoramica della capacità di successo della scuola nell'educare i propri studenti.
Le scuole che hanno ripetutamente eseguito male i loro compiti si possono veder aumentata l'attenzione e l'assistenza da parte del governo federale. Uno degli scopi prefissatisi dalla legge è quello di ridurre i divari di ceto sociale e d'integrazione razziale istituendo aspettative comuni per tutti gli studenti. I punteggi dei test hanno dimostrato di essere migliorati per gli studenti appartenenti a una qualche minoranza, ma stanno aumentando allo stesso tasso anche per i bambini bianchi; il presente atto ha pertanto contribuito ben poco a chiudere il divario educativo esistente tra i bambini bianchi e quelli delle minoranze.
Vi è stato poi un problema educativo con le minoranze anche a causa della paura di essere accusate di Acting White (il tradimento percepito da una persona della loro cultura assumendo le aspettative sociali della società bianca). Essa è una definizione difficile da individuare, però è un termine negativo prevalentemente utilizzato nei confronti di quegli afroamericani che, mostrando interesse ai propri studi, commetterebbero un tradimento nei confronti della cultura afroamericana cercando di far parte della società bianca anziché restando fedeli alle proprie radici.
Roland G. Fryer Jr. dell'Università di Harvard ha sottolineato che "c'è necessariamente un compromesso tra il fare bene e il rifiuto da parte dei suoi coetanei quando provenienti da un gruppo che ha conseguenze tradizionalmente inferiori, soprattutto quando quel gruppo entra in contatto con più outsider". Non solo vi sarebbero cause economiche e storiche per la segregazione educativa razziale, ma vi sono anche nozioni sociali che continuano ad essere ostacoli da superare prima che i gruppi minoritari possano finalmente raggiungere un successo paritario in campo educativo.

### Salute
Un altro impatto dell'ipersegregazione può essere rinvenuto nello stato di salute dei residenti di determinate aree. I centri cittadini maggiormente afflitti dalla povertà spesso non dispongono dell'assistenza sanitaria, ben presente invece nelle aree esterne; che molti ghetti siano così isolati da altre parti della società contribuisce fortemente alla cattiva salute, spesso riscontrata nei residenti delle zone interne. Le condizioni di vita sovraffollate causate dall'ipersegregazione significano che la diffusione di malattie infettive, come la tubercolosi, avviene molto più frequentemente e rapidamente.
Questa situazione viene conosciuta come "ingiustizia epidemica" in quanto i gruppi razziali confinati in una certa area vengono colpiti molto più spesso di quelli che vivono al di fuori di quella zona.
I residenti indigenti delle città debbono affrontare anche altri fattori che hanno influenze negative sulla salute. La ricerca ha dimostrato che in tutte le principali città americane i neri ipersegregati hanno molta più probabilità di essere esposti a livelli pericolosi di tossine presenti nell'aria. L'esposizione quotidiana all'inquinamento significa che gli afroamericani che vivono in queste aree si trovano a maggior rischio di malattia.

### Criminalità
Un'area in cui l'ipersegregazione sembra avere il maggior effetto è nella violenza subita dai residenti. Il numero di crimini violenti negli Stati Uniti d'America è generalmente diminuito; il numero degli omicidi è sceso del 9% tra gli anni ottanta e novanta. Nonostante ciò i tassi di criminalità nelle città inter-ipersegregate stanno aumentando. A partire dal 1993 gli uomini afro-americani hanno undici volte più probabilità di essere presi a pistolettate e nove volte più probabilità di essere assassinati rispetto ai loro coetanei bianchi americani.
La povertà, la disoccupazione elevata e le famiglie spezzate, tutti i fattori più prevalenti nelle città inter-ipersegregate, contribuiscono in modo significativo ai livelli disuguali della violenza subita dagli afroamericani. La ricerca ha dimostrato che più l'anello periferico bianco risulta segregato e più il tasso di crimini violenti nella città interna aumenterà, ma anche che il crimine nell'area esterna invece diminuirà.

### Povertà
Uno studio rileva che la segregazione razziale residenziale di una zona aumenta i tassi metropolitani della povertà nera e delle disparità di reddito tra bianchi e neri, mentre diminuisce i tassi di povertà bianca e la disuguaglianza all'interno della popolazione bianca.

### Famiglie monoparentali
Uno studio rileva che gli afroamericani che vivono in aree segregate metropolitane hanno una maggiore probabilità di famiglia monoparentale, rispetto a quanti vivono invece in luoghi più integrati.

### Spesa pubblica
La segregazione razziale si lega anche alle disuguaglianze per la spesa pubblica. Le città storicamente segregate razzialmente sono anche città politicamente polarizzate, dal consenso instabile, il che rende gli investimenti collettivi più impegnativi e le spese per i beni pubblici inferiori. La mancanza di consenso conduce infatti a bassi livelli di spesa pubblica.